# Villafranca de la Sierra
Villafranca de la Sierra es un municipio español de la comarca abulense de El Barco de Ávila-Piedrahíta, situado en el valle del Corneja, en la falda de la vertiente norte de la sierra de Villafranca, en la comunidad autónoma de Castilla y León; y una villa, capital de dicho municipio. Pertenece al partido judicial de Piedrahíta. 
Esta villa fue cabeza del más antiguo de los "cinco señoríos menores" del territorio abulense y aparece cartografiada en los primeros mapas de España. Entonces comprendía su término actual más la totalidad del de Navacepedilla de Corneja y parte de Casas del Puerto. Por su territorio transcurre el antiguo camino de herradura que une Piedrahíta con Cuevas del Valle, cruzando Navalsauz; ruta natural de extraordinaria importancia para el desarrollo comercial y ganadero de la comarca, que permitió la apertura de la villa, la importación de materia prima y la salida de su producción al exterior. Dicho camino servía de ramal de la Cañada Real Leonesa Occidental, incorporándose a ella antes de atravesar el Puerto del Pico.

## Toponimia
En los censos de población de España, el municipio aparece como Villafranca de la Sierra desde el de 1860. Anteriormente aparecería como Villafranca.

## Símbolos
El escudo heráldico y la bandera municipal del ayuntamiento de Villafranca de la Sierra fueron oficialmente el 6 de mayo de 1998. El blasón del escudo es:

«En campo de plata, un roble al natural frutado de ora y terrazado en sinople. Bordura de azur con trece bezantes de oro (de Dávila). Al timbre Corona Real de España.»
Boletín Oficial del Estado nº 134 de 5 de junio de 1998

La descripción de la bandera es la siguiente:

«Bandera cuadrada de proporción 1:1, de color carmesí, y en su centro el escudo municipal en sus colores.»
Boletín Oficial del Estado nº 134 de 5 de junio de 1998

## Geografía
Está situada al sudoeste de la provincia, en la falda septentrional de la sierra que lleva su nombre: la sierra de Villafranca. La distancia a la ciudad de Ávila es de 50 km y el acceso es a través de un desvío de la N-110. Tiene un anejo denominado La Ribera, dos enclaves (La Serrota[cita requerida] -el mayor de los enclaves abulenses, con 1506 ha- y El Puerto Chía, con 283 ha), una extensión total de 39,8 km² y una población de 151 habitantes (INE 2012).
La villa, capital del municipio, se encuentra situada a 1105 m. La altitud del término municipal varía entre una cota máxima de 2 294 m (cerro del Santo; La Serrota) y una mínima de 1 040 m (río Corneja; en el límite jurisdiccional con Bonilla de la Sierra). El río Corneja nace dentro de su territorio y lo atraviesa en dirección nordeste-sudoeste; corre paralelo a la sierra de Villafranca, abriéndose paso para formar Valdecorneja hasta su desembocadura en el río Tormes.
Limita al norte con los términos municipales de Bonilla de la Sierra y Casas del Puerto, al sur con el de San Martín de la Vega del Alberche, al este con el de Navacepedilla de Corneja y al oeste con los de San Miguel de Corneja y Navaescurial.
| Noroeste: Bonilla de la Sierra              | Norte: Casas del Puerto                                      | Noreste: Casas del Puerto                 |
| Oeste: San Miguel de Corneja, Navaescurial  |                                                              | Este: Navacepedilla de Corneja, Villatoro |
| Suroeste San Martín de la Vega del Alberche | Sur: San Martín de la Vega del Alberche, Garganta del Villar | Sureste: Cepeda la Mora                   |

El enclave del Puerto Chía linda al norte y al oeste con Navacepedilla de Corneja, al sur con San Martín de la Vega del Alberche y al este con Garganta del Villar.
La Dehesa de Serrota limita al norte con el término de Casas del Puerto, al sur con Garganta del Villar y Cepeda la Mora, al este con Villatoro y al oeste con Navacepedilla de Corneja.

### Protección medioambiental
- Más de la mitad de su territorio está protegido ambientalmente, formando parte del LIC Espacio natural de las Sierras de la Paramera y Serrota.

- La ribera del río Corneja a su paso por la parte baja del término municipal está protegida, calificada como Lugar de Importancia Comunitaria de la región biogeográfica mediterránea,[8] formando parte del LIC Riberas del Río Tormes y afluentes,[9] perteneciente a la Red Natura 2000 de Castilla y León.

### Clima

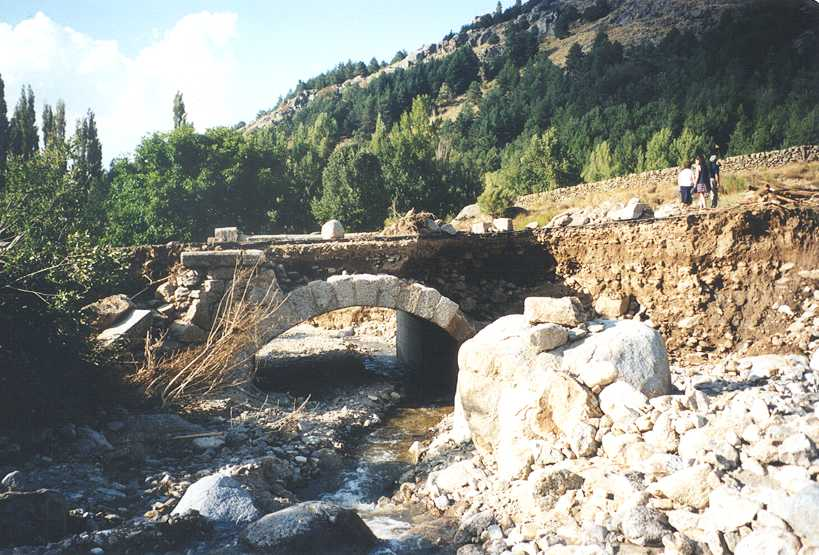
El puente del río de la Gargantilla tras la riada del 01/09/1999.

De acuerdo a los criterios de la clasificación climática de Köppen modificada el clima de Villafranca de la Sierra es mediterráneo de tipo Csb.
- La riada del 1 de septiembre de 1999.[12] la peor de las recordadas en la comarca, se llevó consigo cientos de árboles centenarios y contribuyó muy negativamente a la conservación del patrimonio etnográfico constituido por los molinos hidráulicos de la ribera del río Corneja. Aunque esta gran avenida no ha sido la única. El Cura Párroco de la villa Fr. Francisco González Girón describe en el último folio del Libro 21 de Difuntos un buen relato de una gran tormenta acaecida el 12 de julio de 1701.

- El 5 de julio de 2009, desde las 13 hasta las 15 horas, pudo observarse sobre el cielo de la villa un inusual fenómeno atmosférico:[cita requerida] un halo solar; un círculo oscuro perfecto, de gran tamaño, cubriendo la superficie del sol, causaba la admiración de los observadores, que simultáneamente contemplaban la primera etapa del campeonato nacional de parapente[13] en la que 150 expertos pilotos sobrevolaban el valle del Corneja camino de la ciudad de Segovia.

### Geología

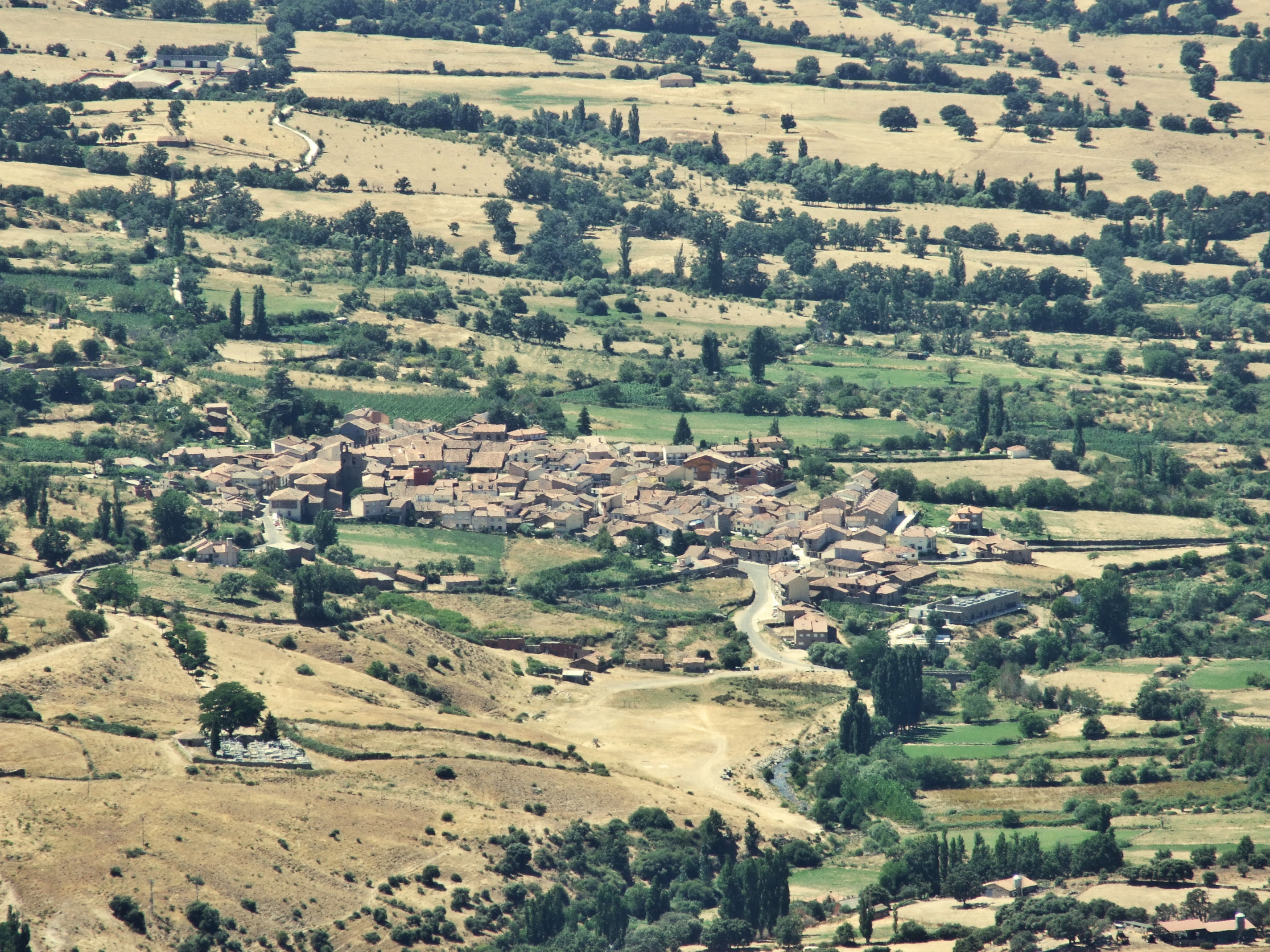
Vista general de la localidad

Se encuentra asentada sobre el zócalo hercínico del Sistema Central, constituido por materiales de origen ígneos que se remontan al Paleozoico. Estos materiales, en función de determinadas condiciones físicas y químicas durante su enfriamiento, formaron distintos tipos de rocas en diferentes zonas del zócalo:
- Las zonas más altas de la sierra (Cerca Perdida, La Acebeda, Los Hoyos y Cerrolonguillo), así como la zona Oeste (prados de Miralocos y El Rubial) están asentadas sobre granitoides inhomogéneos.

- En la zona Este (El Cubillejo y Peña Levante) y en el enclave Puerto Chía domina el monzogranito de grano grueso, biotítico-porfídico.

- La Serrota está constituida por leucogranitos de grano grueso, porfídicos con biotita.

- El resto (salvo las zonas puntuales que se citan a continuación) se asienta sobre granodioritas de grano medio, biotíticas-porfídicas.

Zonas no pertenecientes al zócalo hercínico:
- Con una anchura de unos 200 m discurre en dirección diagonal (Piedrahíta-Navaescurial-Villafranca) el  dique básico posthercínico Plasencia-Alentejo.[14] Se trata de rocas filonianas, en concreto gabro de grano fino y medio. A la altura de El Encinar existe una explotación minera en forma de cantera abierta de dicho dique, que se laborea ocasionalmente para extraer aporte de material para soportar el firme de carreteras.

- En las cuencas y zonas próximas a arroyos y ríos existen formaciones del Cuaternario, se trata de terrazas, aluviones y coluviones.

### Flora

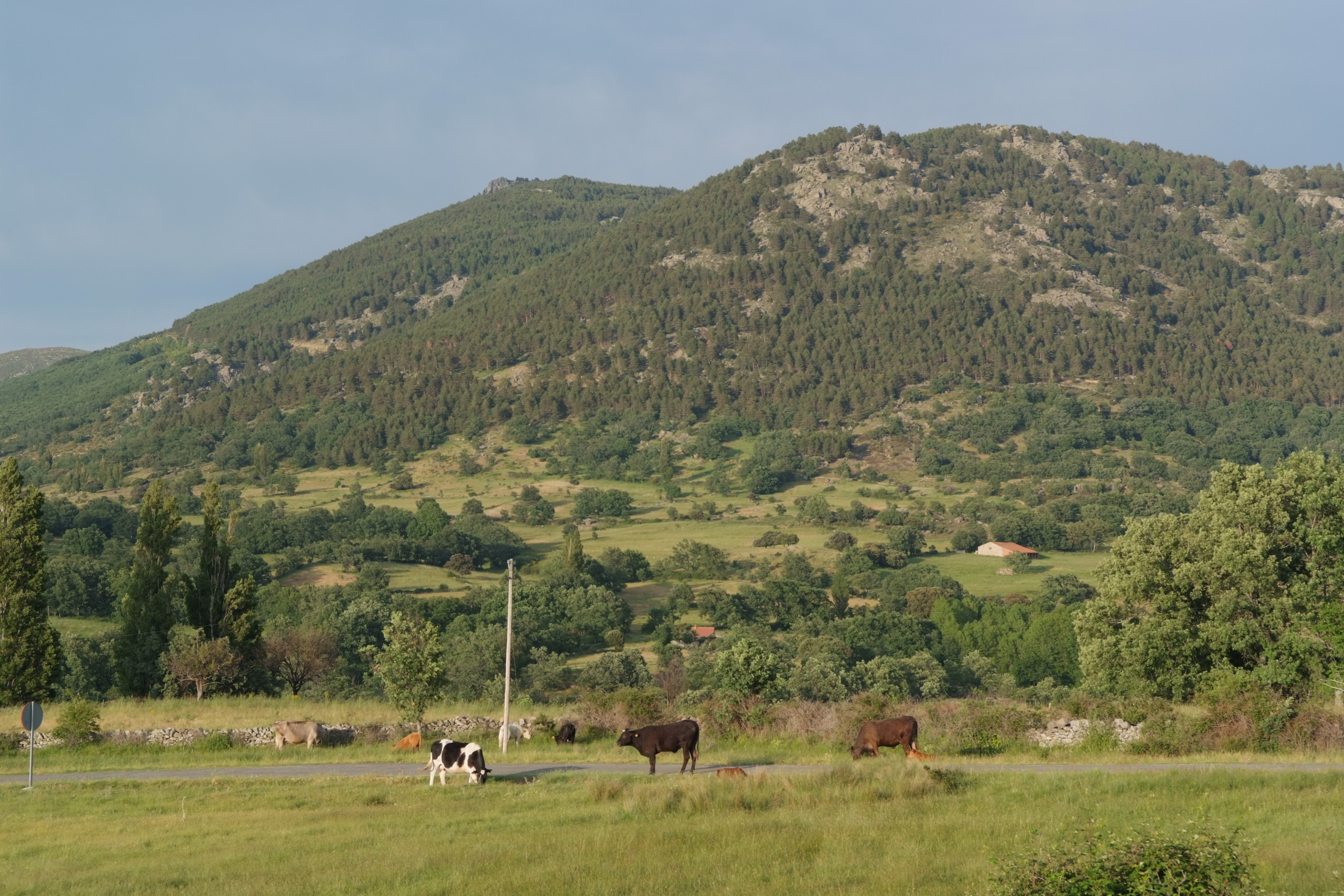
Pinar y robledal. Peña Levante.

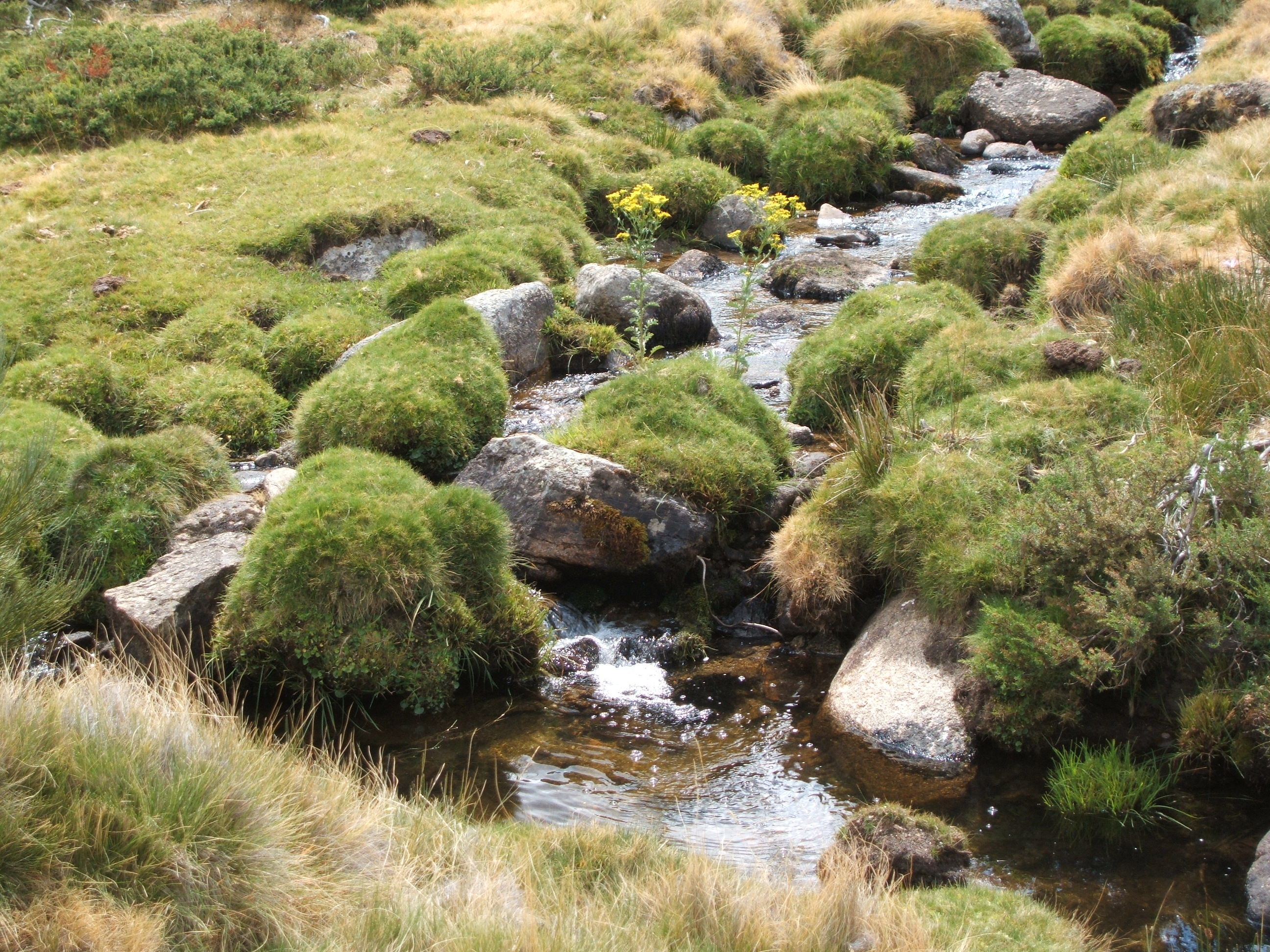
Vegetación de alta montaña. Nacimiento del río Corneja.

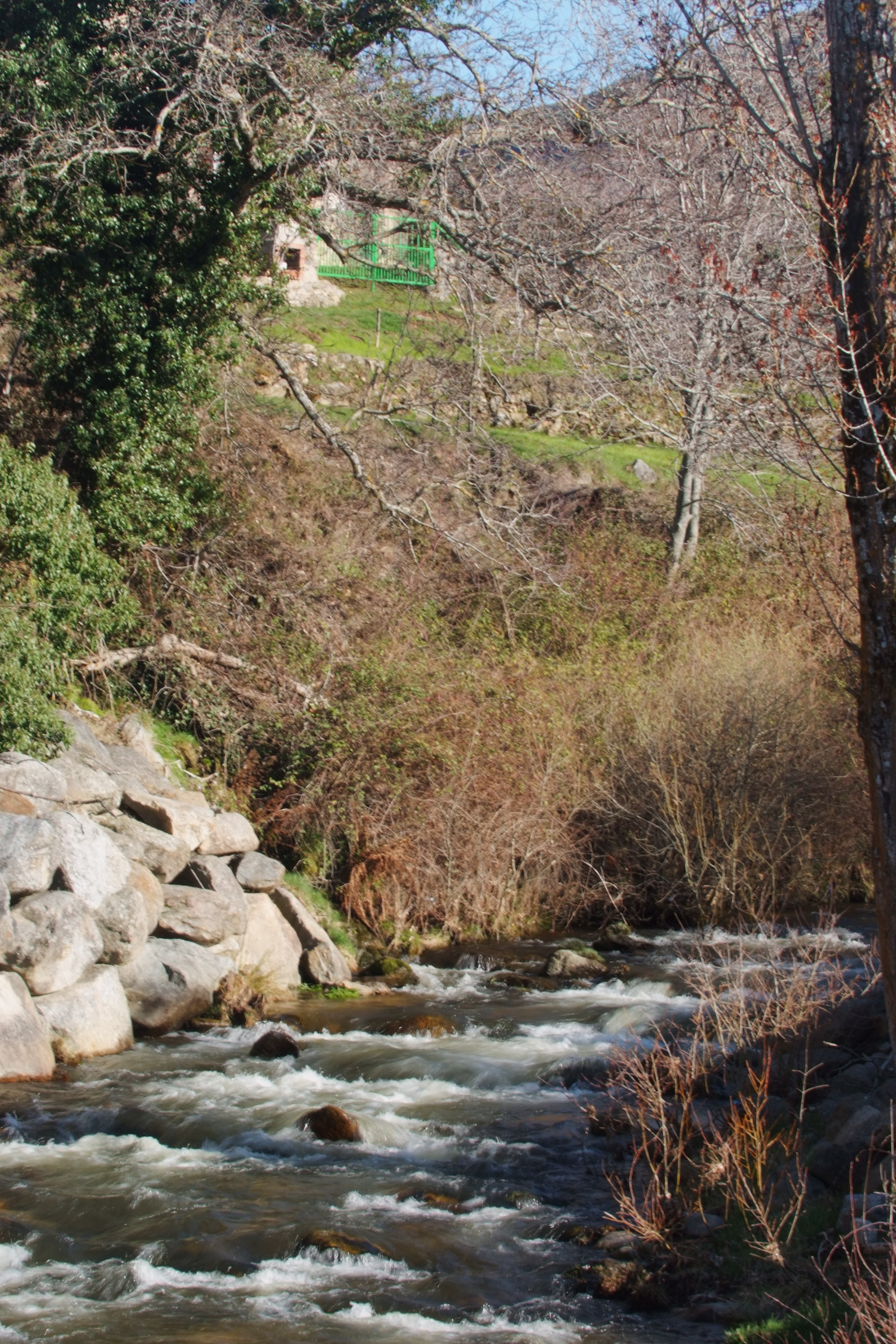
Tramo medio del Corneja. Vegetación de ribera.

El gradiente altitudinal crea diferentes condiciones bioclimáticas, prosperando diversas variedades de plantas que hacen que su paisaje adquiera muy distintas tonalidades, destacando los verdes de primavera y los ocres del final de otoño.
Desde el punto de vista biogeográfico la zona pertenece a la provincia carpetano-ibérico-leonesa encuadrada en la Superprovincia mediterráneo iberoatlántica (Región mediterránea), concretamente dentro del distrito serrotense del Subsector Paramero-Serrotense (sector Bejarano-Gredense). Geográficamente pertenece al Sistema Central.
- Las zonas más altas de la sierra de Villafranca están dominadas por la vegetación propia de los prados de cumbres, creando lo que se conoce como cervunales, en referencia al predominante cervuno (Nardus stricta) como formador de estos céspedes sobre sustrato silíceo con elevada humedad edáfica. Los cervunales presentan un notable interés económico al ser la base de la alimentación estival de la cabaña ganadera, si bien estos pastos tienen un valor nutritivo menor debido a la descompensación entre gramíneas (Nardus stricta, Festuca iberica, Festuca rothmaleri, Anthoxanthum odaratum, Danthonia decumbens, Agrostis truncatula y otras), que aportan carbono en la alimentación, y la escasa proporción de leguminosas (Trifolium repens, Lotus glareosus y Genista carpetana fundamentalmente), que aportan el nitrógeno y por tanto la formación de proteína posterior.

- Por debajo de la cota de los cervunales aparecen los piornales, siendo predominante el piorno serrano (Cytisus oromediterraneus), leguminosa arbustiva que no llega a superar el metro de altura, acompañando a esta especie aparece el enebro rastrero (Juniperus communis) en su forma postrada de montaña, muy conocido por el uso de sus gálbulos (nebrinas) para la obtención de ginebra —al redestilar el whisky con dichas nebrinas. Es frecuente también la existencia de helechares. Cerca del límite inferior de los piornales aparecen otro tipo de piornos que cubren superficies en el piso de roble como consecuencia de la tala. Entre ellos destacan la hiniesta (Genista cinerea), la retama negra (Cytisus scoparius) y el escobón (Genista florida), que frecuentemente supera los dos metros de altura, muy usado para la confección de escobas, techumbres y para encender la lumbre de los hogares. Aquellas partes libres de arbustos están ocupadas por prados de diente donde se alimenta el ganado.

- El piso inmediatamente inferior está ocupado por el roble melojo o rebollo (Quercus pyrenaica) que domina amplias extensiones en la sierra de Villafranca. Asociado a él aparece una cohorte de plantas como la arveja silvestre (Vicia sepium), la peonía o matagallinas (Paeonia officinalis); árboles como el fresno (Fraxinus angustifolia), el olmo de montaña (Ulmus glabra) y el chopo temblón (Populus tremula). En las zonas degradadas del bosque de rebollos aparecen comunidades arbustivas como los piornales anteriormente citados y los jarales en los que abunda la estepa o jara estepa (Cistus laurifolius) y la botonera o tomillo perruno (Santolina rosmarinifolia). Como consecuencia de la máxima degradación aparecen prados de diente y de siega. En las zonas más bajas del piso de roble aparecen arbolitos y arbustos de espina como el endrino (Prunus spinosa), la zarzamora (Rubus fruticosus) y el rosal silvestre (Rosa canina).

- Al noroeste del término municipal, al norte del río Corneja, que es una zona suavemente montañosa, con las menores cotas del término municipal, y cuyas laderas están orientadas al Sur están ocupadas por encinas (Quercus ilex) y por las plantas que la acompañan: la jara pringosa (Cistus ladanifer), la madreselva (Lonicera etrusca), el cantueso (Lavandula stoechas), la mejorana silvestre (Thymus mastichina) y el tomillo aceitunero (Thymus zygis). Se trata de los parajes conocidos como El Encinar y El Campillo.

- En torno al río, a los arroyos y en aquellas zonas en las que el agua ocupa un nivel freático suficientemente alto y que lo hace disponible durante un periodo largo de año, aparecen las plantas típicas del bosque de galería o soto, como son: el aliso (Alnus glutinosa), el chopo (Populus alba), el avellano (Corylus avellana), el fresno común (Fraxinus angustifolia), el sauce o bardaguera (Salix atrocinerea), la bardaguera blanca (Salix salviifolia), el nogal (Juglans regia), el cárice de Portugal (Carex paniculata) y el cárice de espiguillas separadas (Carex remota).

- Las zonas donde se ha realizado repoblación han sido mayoritariamente sembradas con pino silvestre (Pinus sylvestris), negral (Pinus nigra) y resinero (Pinus pinaster).

- Mención especial merecen los dos endemismos que comparte la sierra de Villafranca con la próxima La Serrota (parte de la cual pertenece al término municipal de Villafranca), se trata del Acanthorrhinum rivas-martinezii y el Senecio coincyi, catalogado este último como especie en peligro de extinción por el Decreto 63/2007, de 14 de junio, por el que se crean el Catálogo de Flora Protegida de Castilla y León y la figura de protección denominada Microrreserva de Flora;[16] e incluido también como especie vulnerable en la Lista Roja de la Flora Vascular Española Amenazada, elaborada por el Ministerio de Medio Ambiente.[17][18]

### Fauna

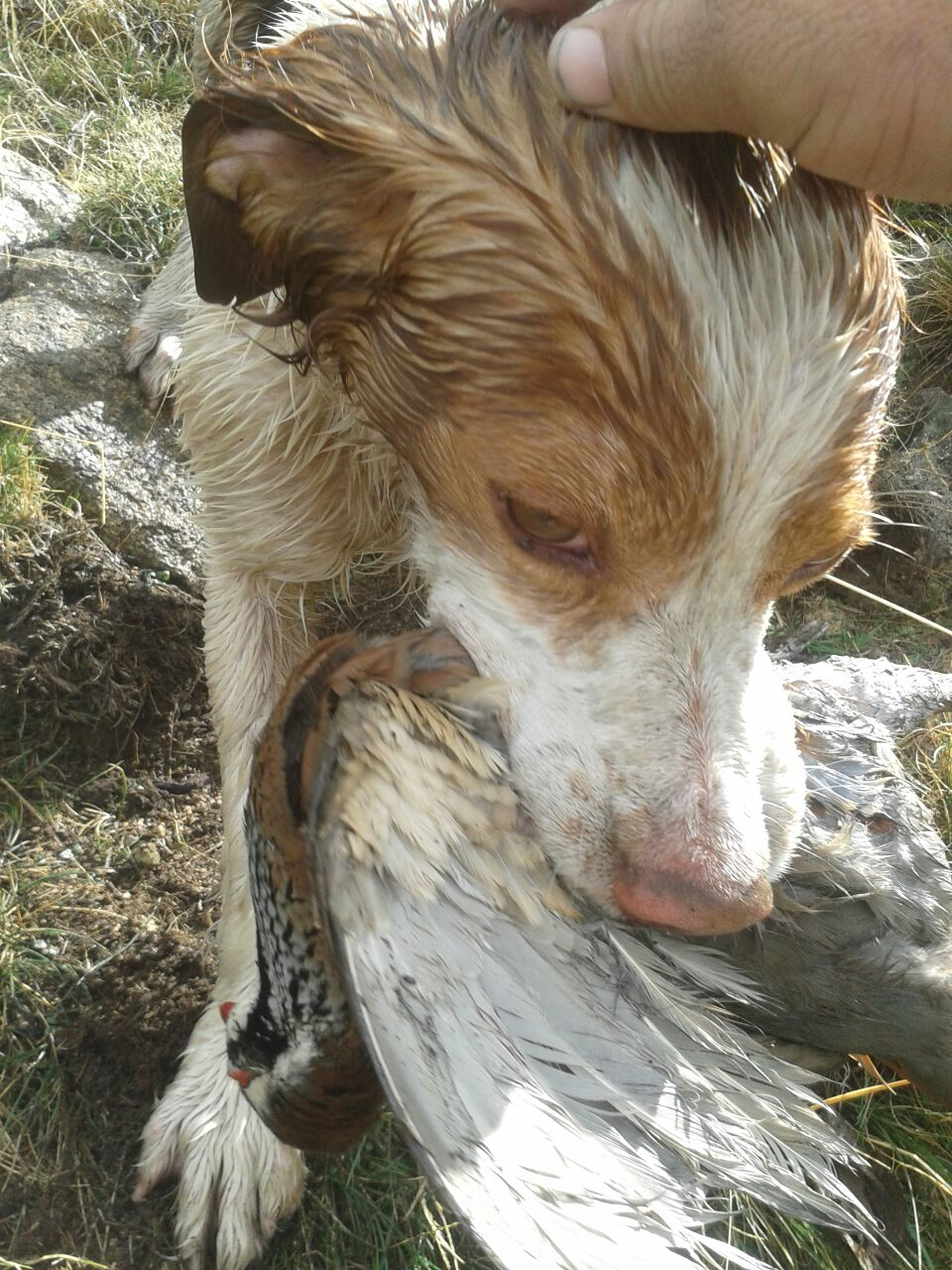
Perdiz roja cobrada por Spaniel Bretón.

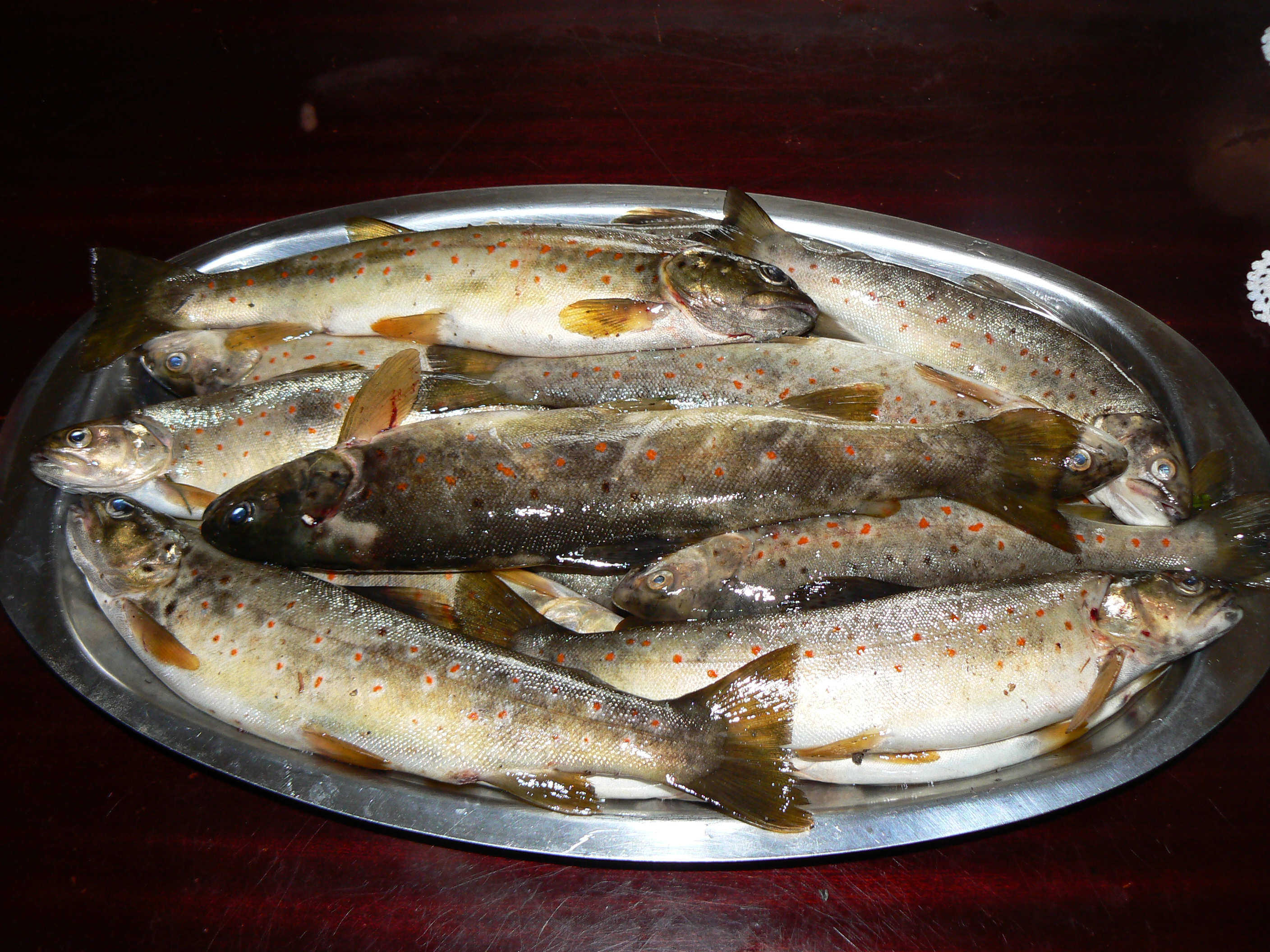
Plato de truchas pescadas en el río Corneja.

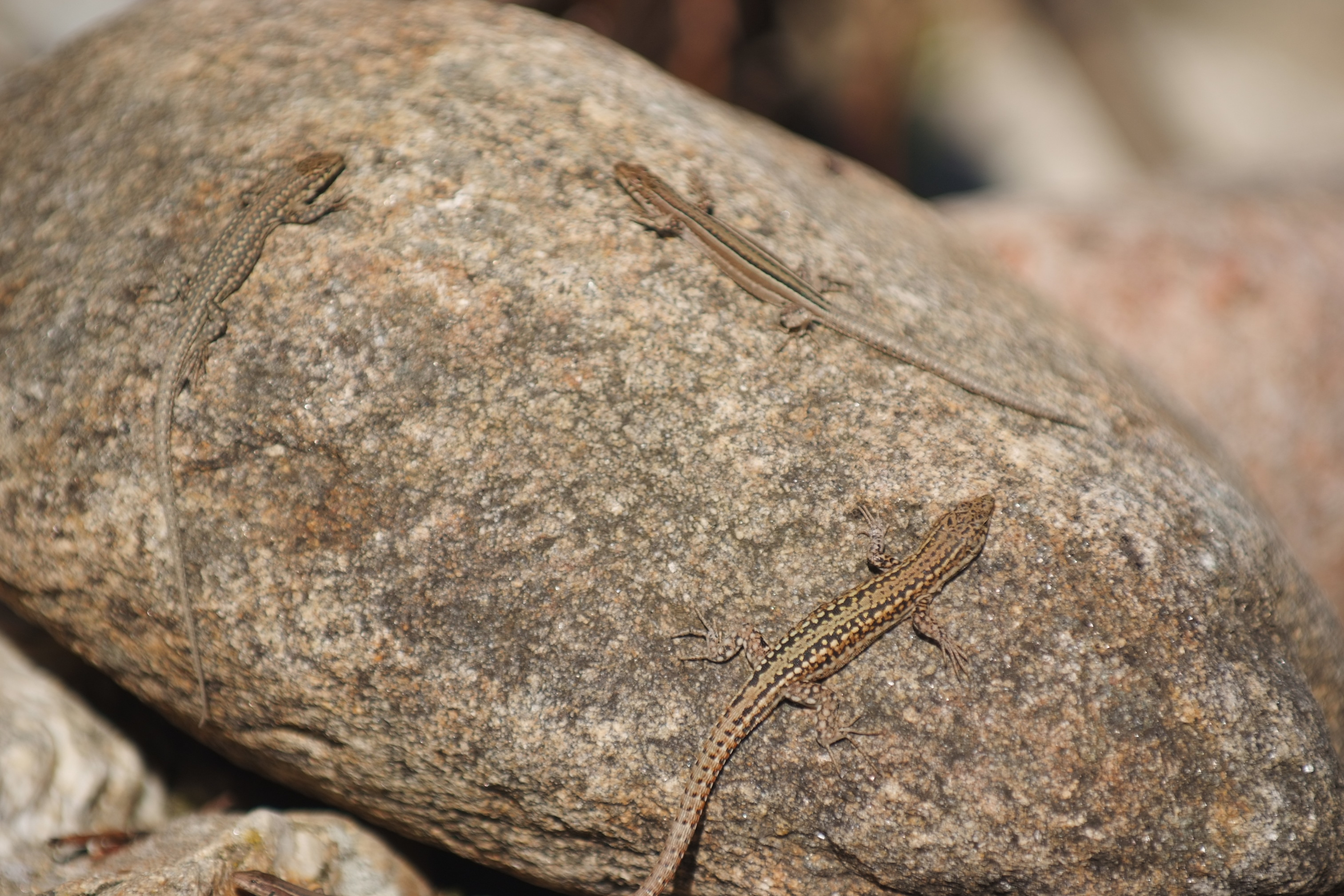
Lagartijas sobre una piedra soleada en La Ribera.

Debido al importante desnivel entre el valle y las cotas más altas existe una gran variedad de animales que pueblan su territorio. Son tres los grupos que más destacan:
Aves
- Las paseriformes están ampliamente distribuidas, tanto en el piso basal, representadas por la collalba rubia, el rabilargo, la curruca mirlona, la tarabilla común, el picogordo, como en las zonas altas de los piornales, pedrizas, cervunales y praderías, donde abundan el pechiazul, el roquero rojo, el roquero solitario, el acentor común, la totovía, el escribano montesino, el ruiseñor... En su territorio campean también cuervos, urracas, cornejas, chovas, arrendajos, tordos, mirlos, zorzales, golondrinas, aviones, gorriones, jilgueros, verderones, pardillos, carboneros, herrerillos, etc. En la ribera de los ríos es frecuente oír, aunque más difícil de observar, a la oropéndola.

- Entre las rapaces destacan el águila imperial ibérica, el buitre negro, el buitre leonado, el alimoche, el águila real, el azor, el águila culebrera, el gavilán, el alcotán, el halcón peregrino, el elanio azul o el milano negro que sobrevuelan estos parajes desde sus asentamientos más meridionales. Sobresalen entre las nocturnas el búho real, el cárabo, el mochuelo, el autillo o la lechuza.

- Entre las piciformes destaca el pájaro carpintero o "pitobarreno" y entre las coraciformes el martín pescador, el abejaruco y la abubilla. Muy frecuentes son, entre las apodiformes, los vencejos.

- En las inmediaciones de los ríos no es raro ver ejemplares de chocha perdiz (becada) o de avefría (orden de las charadriformes) y a veces emprender el vuelo al ánade real o al ánsar común, estas dos últimas pertenecientes a las anseriformes.

- Otras especies comunes son entre las galliformes la perdiz roja y la codorniz; y entre las columbiformes la paloma torcaz y la tórtola. En ocasiones es posible contemplar algún representante de las gruiformes como el huidizo sisón o la grulla. Todos los años por San Blas en el nido de la torre de la iglesia se aposenta la cigüeña blanca para criar a sus polluelos.[cita requerida]

Mamíferos y peces
- Cabe reseñar la presencia del recientemente introducido corzo (Capreolus capreolus), la importante población de jabalí (Sus scrota) que campa a sus anchas ante la inexistencia de depredadores naturales —desde el 2004 se han señalado posibles avistamientos de lobo[20][21] (Canis lupus), especie que era abundante hace años, y que fue extinguida; si bien parece que aún no se han establecido de forma permanente, quedando reducido todavía a regiones más septentrionales—, el zorro (Vulpes vulpes), el gato montés (Felis silvestris), el tejón (Meles meles), la gineta (Genetta genetta), la garduña (Martes foina) y la comadreja (Mustela nivalis).

- En la ribera del Corneja y sus arroyos habita en pequeño número la esquiva nutria (Lutra lutra), y un intruso, el visón americano (Mustela vison). La población del centro de España de este último procede de fugas de la primera granja de cría establecida en esta zona peninsular, en el El Espinar (Segovia), en 1958.[22] El visón es un feroz depredador que desde su aparición ha reducido apreciablemente la población de la trucha común (Salmo trutta fario).

- Entre los micromamíferos aparecen el desmán de los Pirineos (Galemys pyrenaicus), la musaraña española (Sorex granarius) y la carpetana (Sorex minutus carpetanus), el erizo común (Erinaceus europaeus), el topo ibérico (Talpa occidentalis), el topillo lusitano (Pitymus lusitanicus), el conejo (Oryctolagus cuniculus) y la liebre ibérica (Lepus granatensis).

Anfíbios y reptiles
- Entre los anfibios podemos destacar la salamandra común ibérica (Salamandra salamandra), el gallipato (Pleurodeles waltl), el tritón ibérico (Triturus boscai) y el eslizón ibérico (Chalcides bedriagai).

- Y entre los reptiles el lagarto verdinegro (Lacerta schreiberi), el lagarto ocelado[23] (Timon lepidus), la lagartija ibérica (Podarcis hispanicus), la lagartija serrana (Iberolacerta monticola), el sapo común o escuerzo (Bufo bufo spinosus), la rana verde ibérica (Rana perezi), el galápago europeo (Emys orbicularis), la víbora hocicuda (Vipera latasti) y la culebra lisa europea (Coronella austriaca). Algo menos común es la culebra bastarda (malpolon monspessulanus), con algunos ejemplares que alcanzan los 2,5 metros de longitud, siendo el mayor de los ofidios de la península ibérica. Más rara es sin embargo la culebra acuática de collar (Natrix natrix). Todos ellos incluyen en su dieta gusanos, insectos y caracoles, evitando su proliferación y a la vez sirviendo de gran ayuda a los agricultores, en las zonas cultivadas, para alejarlos de sus cosechas, controlando su población.

### Comunicaciones

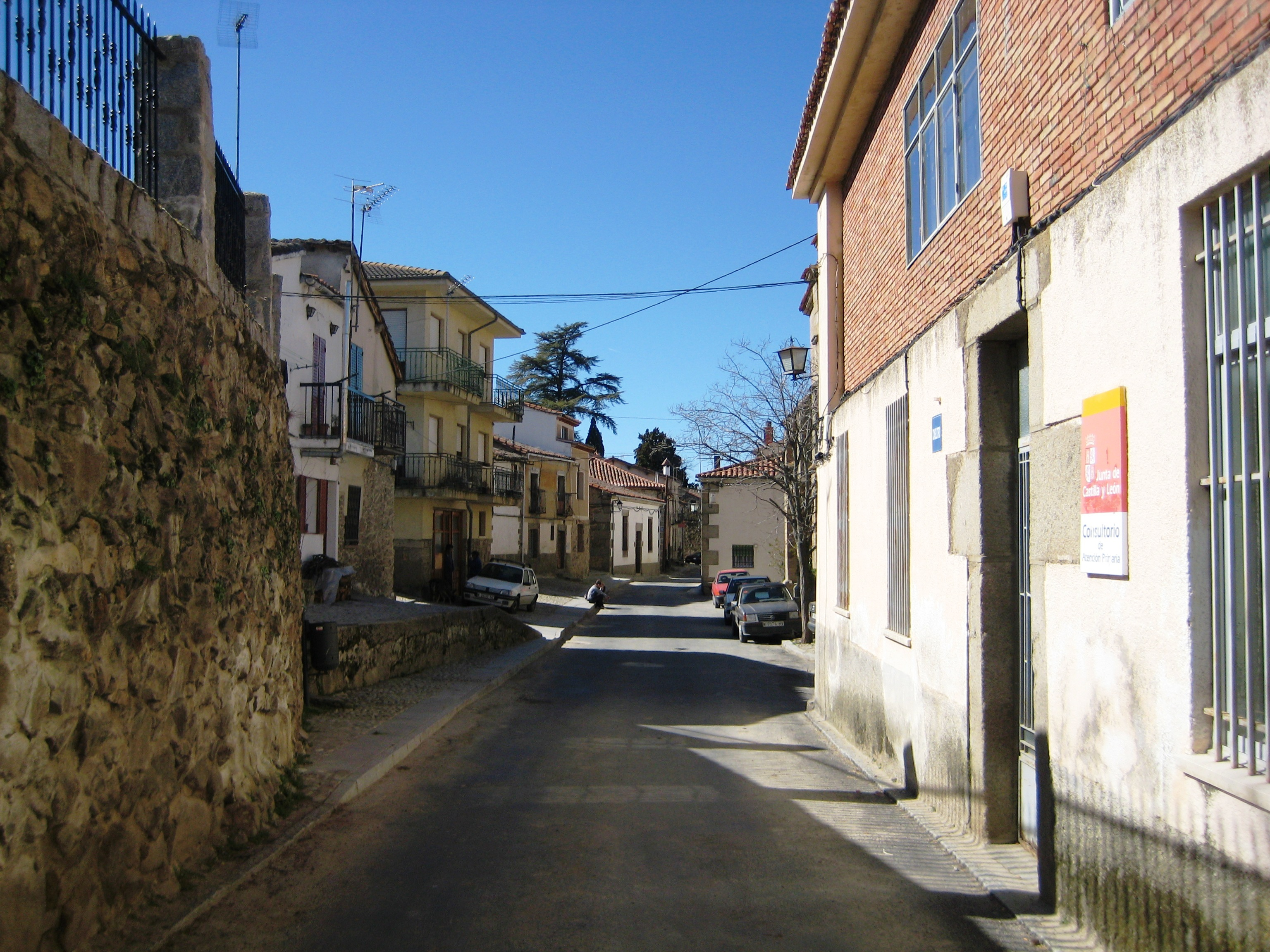
Calle de Calvo Sotelo.

Villafranca está comunicada por carretera con La Ribera, Navacepedilla de Corneja, San Miguel de Corneja, El Barrio, Navaescurial y la carretera N-110, por medio de dos salidas (Venta de Juan Lorenzo y Venta del Civil).
La compañía de autobuses CEVESA comunica regularmente la localidad con Ávila, Madrid y Plasencia, así como con otras entidades de menor importancia por las que transcurre la línea. Dispone de dos paradas: La Venta de Juan Lorenzo (situada a 2,5 km de la villa) y la Venta del Civil (a 3 km).
Los martes, día de mercado en Piedrahíta, CEVESA realiza viajes de ida y vuelta a Piedrahíta, pasando por La Ribera y Navacepedilla de Corneja o cualquier otro punto que demande el viajero del trayecto. Este servicio también se presta previa solicitud el resto de los días laborables.

## Demografía
Villafranca de la Sierra cuenta con una población de 134 habitantes (INE 2024).
| Gráfica de evolución demográfica de Villafranca de la Sierra entre 1842 y 2021                                                                                               |
| |
| Población de derecho según los censos de población del INE. Población de hecho según los censos de población del INE.En estos censos se denominaba Villafranca: 1842 y 1857. |

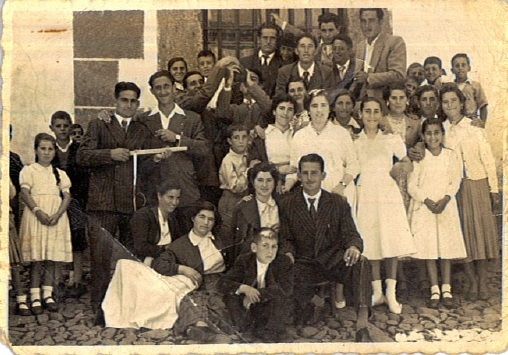
Juventud villafranquina posando (29/06/1952).

En 1587, en la Relación y memoria de los lugares y pilas bautismales y vecinos feligreses del Obispado de Ávila, se encuentran los primeros datos sobre la población de Villafranca: 218 vecinos y 981 habitantes. Con posterioridad, el Censo de la Corona de Castilla del año 1591 indica que son 261 los vecinos y 1175 los habitantes; para la totalidad del Señorío son, según las mismas fuentes, 1562 y 1864 habitantes, respectivamente, los que residían es su jurisdicción.
En 1838, el momento de mayor auge poblacional de la villa, la ciudad de Ávila contaba con solamente 3.735 habitantes y la totalidad de la provincia con apenas 120 000.
| Evolución demográfica de Villafranca de la Sierra entre 1587 y 2022. | Evolución demográfica de Villafranca de la Sierra entre 1587 y 2022. | Evolución demográfica de Villafranca de la Sierra entre 1587 y 2022. | Evolución demográfica de Villafranca de la Sierra entre 1587 y 2022. | Evolución demográfica de Villafranca de la Sierra entre 1587 y 2022. | Evolución demográfica de Villafranca de la Sierra entre 1587 y 2022. | Evolución demográfica de Villafranca de la Sierra entre 1587 y 2022. | Evolución demográfica de Villafranca de la Sierra entre 1587 y 2022. | Evolución demográfica de Villafranca de la Sierra entre 1587 y 2022. | Evolución demográfica de Villafranca de la Sierra entre 1587 y 2022. | Evolución demográfica de Villafranca de la Sierra entre 1587 y 2022. | Evolución demográfica de Villafranca de la Sierra entre 1587 y 2022. | Evolución demográfica de Villafranca de la Sierra entre 1587 y 2022. | Evolución demográfica de Villafranca de la Sierra entre 1587 y 2022. | Evolución demográfica de Villafranca de la Sierra entre 1587 y 2022. | Evolución demográfica de Villafranca de la Sierra entre 1587 y 2022. | Evolución demográfica de Villafranca de la Sierra entre 1587 y 2022. | Evolución demográfica de Villafranca de la Sierra entre 1587 y 2022. | Evolución demográfica de Villafranca de la Sierra entre 1587 y 2022. | Evolución demográfica de Villafranca de la Sierra entre 1587 y 2022. | Evolución demográfica de Villafranca de la Sierra entre 1587 y 2022. |
|                                                                      | 1587                                                                 | 1591                                                                 | 1787                                                                 | 1828                                                                 | 1849                                                                 | 1862                                                                 | 1887                                                                 | 1900                                                                 | 1910                                                                 | 1935                                                                 | 1950                                                                 | 1960                                                                 | 1970                                                                 | 1975                                                                 | 1991                                                                 | 2000                                                                 | 2010                                                                 | 2014                                                                 | 2018                                                                 | 2022                                                                 |
| -------------------------------------------------------------------- | -------------------------------------------------------------------- | -------------------------------------------------------------------- | -------------------------------------------------------------------- | -------------------------------------------------------------------- | -------------------------------------------------------------------- | -------------------------------------------------------------------- | -------------------------------------------------------------------- | -------------------------------------------------------------------- | -------------------------------------------------------------------- | -------------------------------------------------------------------- | -------------------------------------------------------------------- | -------------------------------------------------------------------- | -------------------------------------------------------------------- | -------------------------------------------------------------------- | -------------------------------------------------------------------- | -------------------------------------------------------------------- | -------------------------------------------------------------------- | -------------------------------------------------------------------- | -------------------------------------------------------------------- | -------------------------------------------------------------------- |
| Población                                                            | 981                                                                  | 1.175                                                                | 996                                                                  | 1.295                                                                | 1.119                                                                | 1.090                                                                | 1.115                                                                | 1.076                                                                | 1.096                                                                | 1.017                                                                | 987                                                                  | 913                                                                  | 606                                                                  | 414                                                                  | 255                                                                  | 218                                                                  | 152                                                                  | 136                                                                  | 132                                                                  | 143                                                                  |

## Administración y política

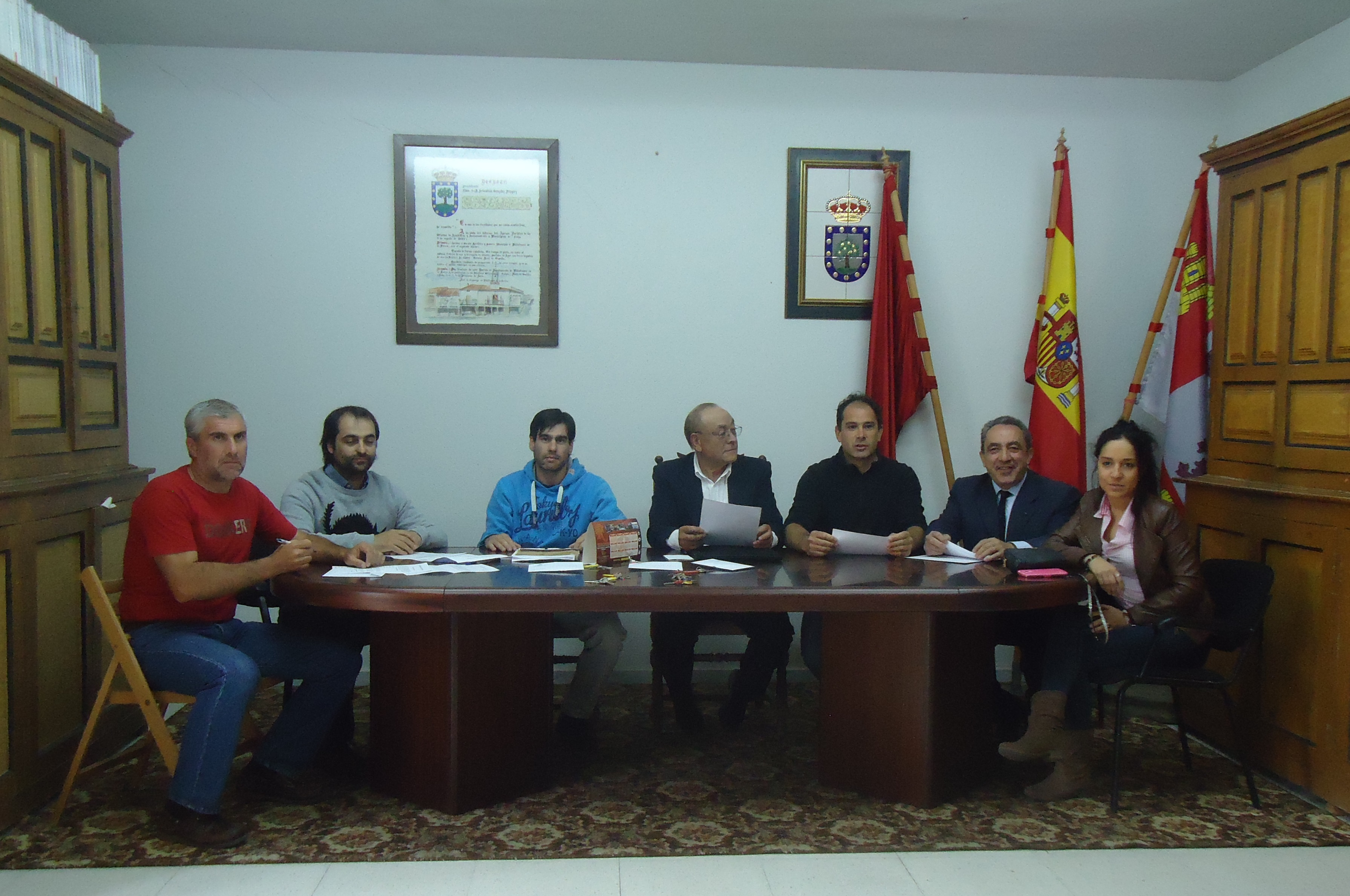
La corporación tras las elecciones municipales del 2015. A la izquierda el nuevo alcalde, Francisco López Pérez.

Las primeras elecciones municipales, tras la instauración del régimen democrático, se celebraron en España el 3 de abril de 1979, aunque en Villafranca no concurrió candidatura alguna, siendo uno de los veinticinco pueblos de la provincia de Ávila en los que hubo que repetir las elecciones por este motivo; 16 de los pueblos pertenecían al partido judicial de Piedrahíta, incluyendo los tres de la tierra de Villafranca: Navacepedilla de Corneja y Casas del Puerto, además de la propia Villafranca. Ávila fue la segunda provincia de España, tras Salamanca (con 35 localidades), con mayor número de municipios en los que tuvieron que volver a repetirse las elecciones locales.
En la segunda convocatoria se presentó una lista única, bajo las siglas de Unión de Centro Democrático. Las elecciones se celebraron el 26 de junio de 1979 y UCD obtuvo 159 votos (sobre un censo de 334 electores y una participación del 55%), siendo elegido como alcalde Pedro Fernández López, que tomó posesión de su cargo el 12 de julio del mismo año.
A partir de septiembre de 1983 se regula la publicación de los resultados oficiales de los procesos electorales en el Boletín Oficial del Estado.
Elecciones municipales en Villafranca de la Sierra. Número de concejales por candidatura.
| Fecha      | Censo electoral | Participación (%) | UCD | AP-PDP-UL | CDS | AP | PSOE | PP | IU | Cs | XAV | TOTAL |
| ---------- | --------------- | ----------------- | --- | --------- | --- | -- | ---- | -- | -- | -- | --- | ----- |
| 26/06/1979 | 334             | 55,1              | 7   |           |     |    |      |    |    |    |     | 7     |
| 08/05/1983 | 280             | 86,4              |     | 5         | 2   |    |      |    |    |    |     | 7     |
| 10/06/1987 | 278             | 87,1              |     |           |     | 4  | 3    |    |    |    |     | 7     |
| 26/05/1991 | 259             | 89,2              |     |           | 3   |    |      | 4  |    |    |     | 7     |
| 28/05/1995 | 255             | 88,2              |     |           |     |    |      | 4  | 3  |    |     | 7     |
| 13/06/1999 | 240             | 75,8              |     |           |     |    |      | 3  | 2  |    |     | 5     |
| 25/05/2003 | 217             | 77,9              |     |           |     |    | 2    | 3  |    |    |     | 5     |
| 27/05/2007 | 208             | 82,2              |     |           |     |    | 1    | 4  |    |    |     | 5     |
| 22/05/2011 | 155             | 90,3              |     |           |     |    | 1    | 4  |    |    |     | 5     |
| 24/05/2015 | 145             | 93,8              |     |           |     |    |      | 1  |    | 4  |     | 5     |
| 26/05/2019 | 139             | 89,9              |     |           |     |    |      | 1  |    | 4  |     | 5     |
| 28/05/2023 | 129             | 90,7              |     |           |     |    |      | 1  |    |    | 4   | 5     |

| Periodo   | Nombre                             | Partido                     |
| --------- | ---------------------------------- | --------------------------- |
| 1979-1983 | Pedro Fernández López              | Unión de Centro Democrático |
| 1983-1987 | Pedro Fernández López              | AP-PDP-UL                   |
| 1987-1991 | Pedro Fernández López              | Alianza Popular             |
| 1991-1995 | Pedro Fernández López              | Partido Popular             |
| 1995-1999 | Pedro Fernández López              | Partido Popular             |
| 1999-2003 | Abilio López Blázquez              | Partido Popular             |
| 2003-2007 | Francisco Javier Herrera Izquierdo | Partido Popular             |
| 2007-2011 | Francisco Javier Herrera Izquierdo | Partido Popular             |
| 2011-2015 | Francisco Javier Herrera Izquierdo | Partido Popular             |
| 2015-2019 | Francisco López Pérez              | Ciudadanos                  |
| 2019-2023 | Francisco López Pérez              | Ciudadanos                  |
| 2023-act. | Francisco López Pérez              | Por Ávila                   |

## Economía

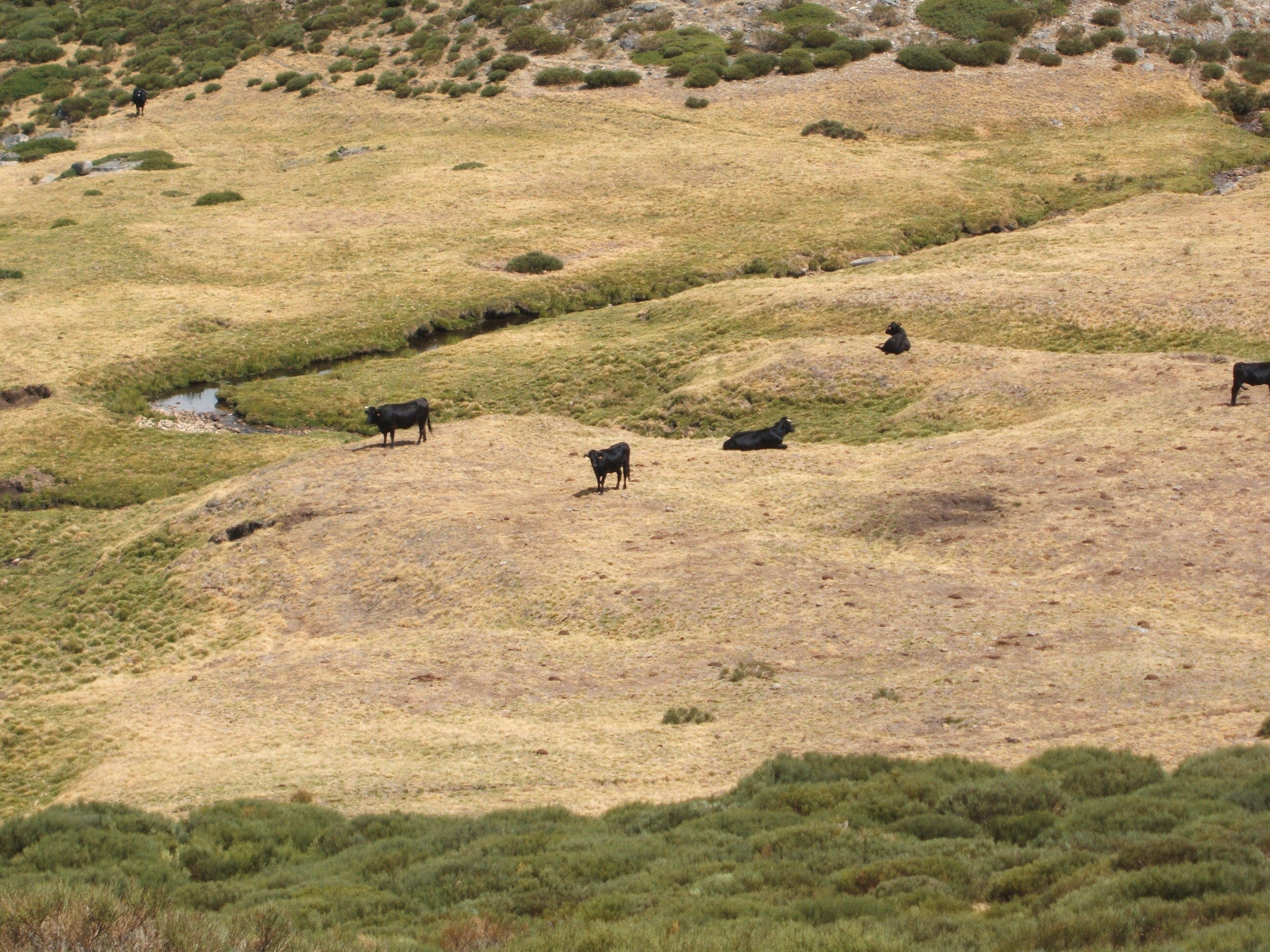
Ganado bovino de raza avileña negra ibérica pastando en la Dehesa de Serrota.

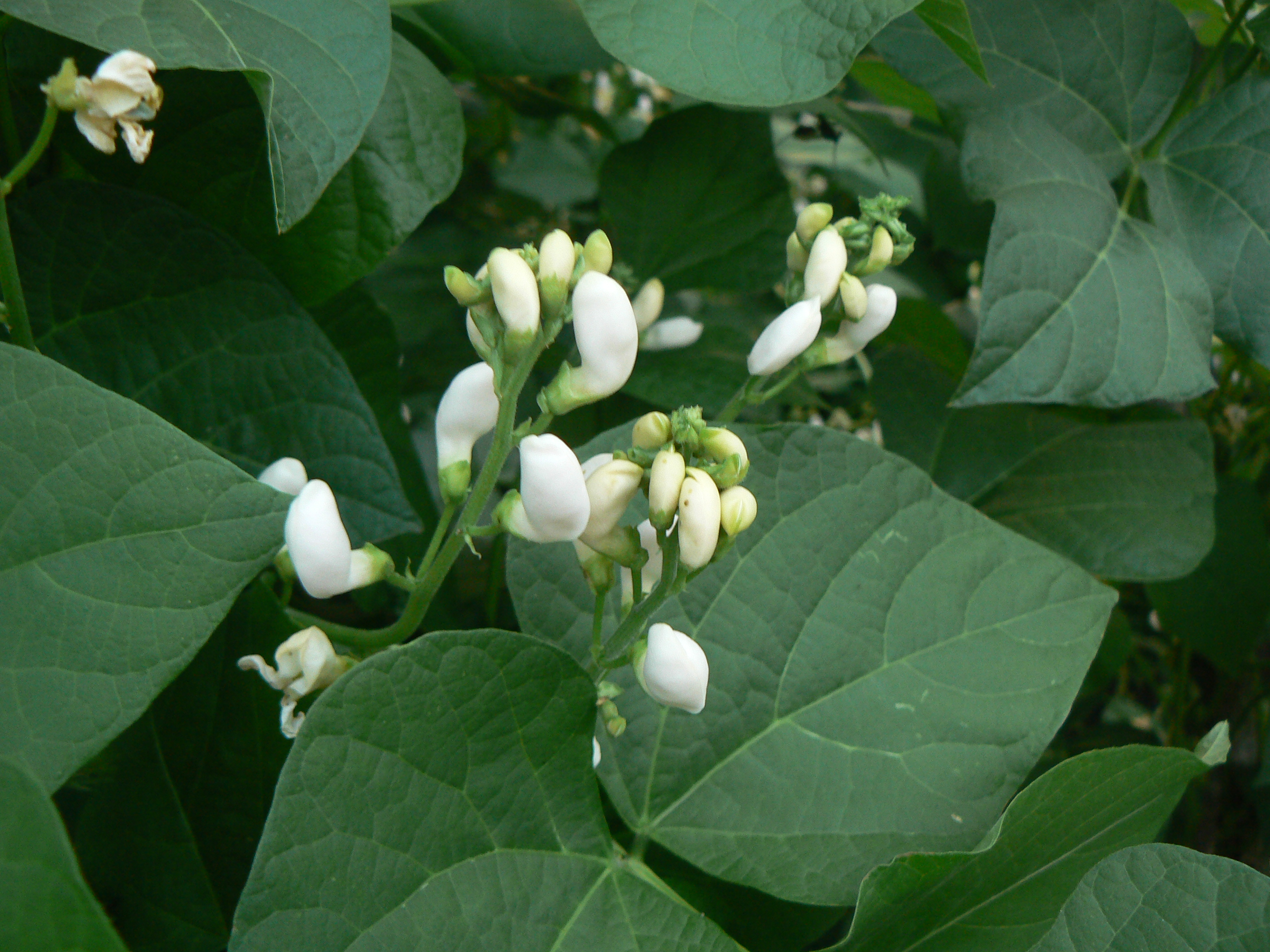
Planta de alubias en flor.

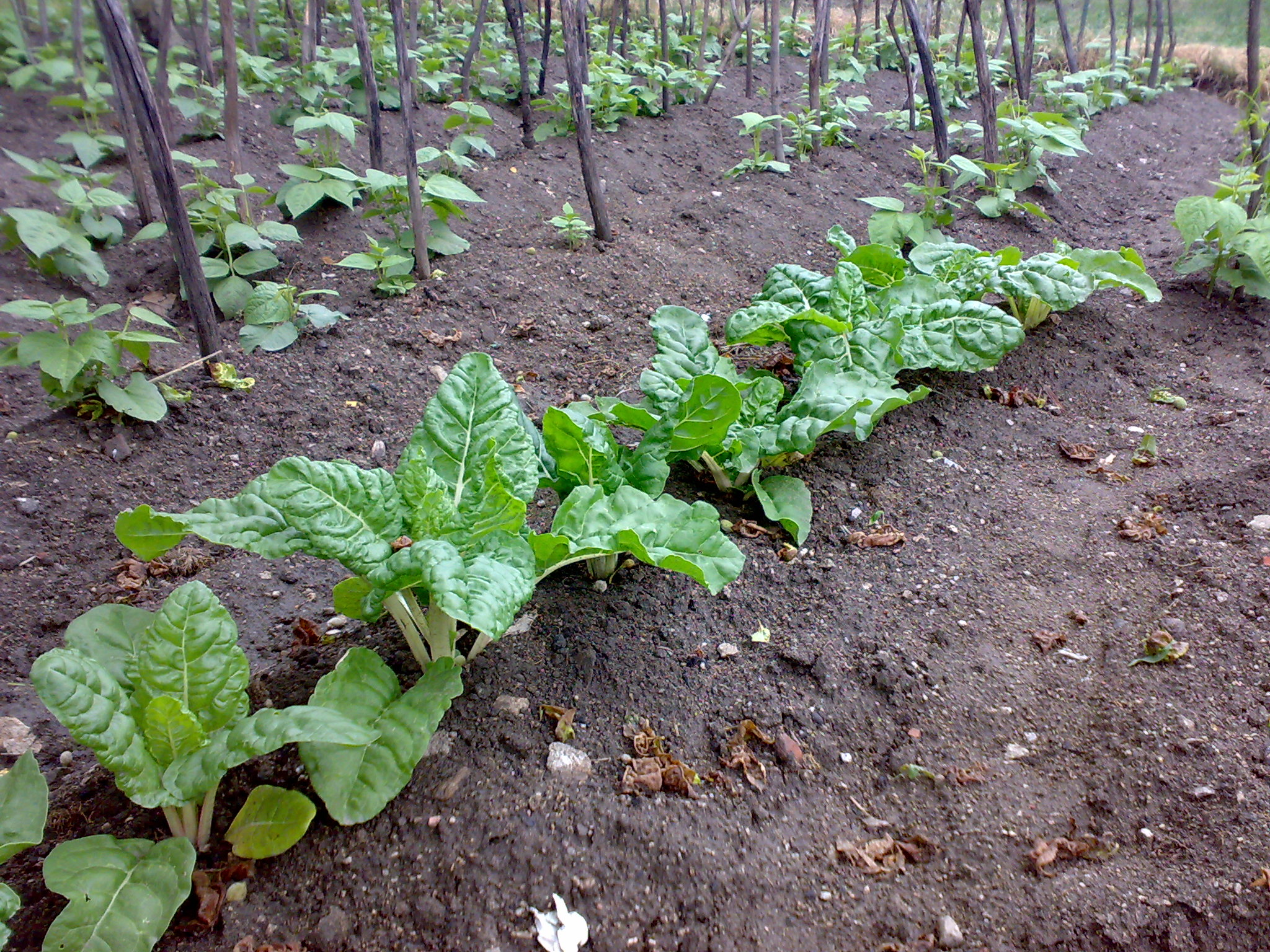
Cultivo de acelgas y judías verdes

La fuente principal de ingresos de sus escasos habitantes activos es la agrícola-ganadera; cuenta con una cabaña vacuna próxima a las 500 reses, en su mayoría de la raza avileña negra ibérica, unas 300 ovejas y unos 150 équidos. Con respecto a su producción agrícola destacan las judías del Barco, las hortalizas y la fruta.
La Consejería de Agricultura y Ganadería de la Junta de Castilla y León (Orden AYG/1137/2006, de 3 de julio) aprobó en el año 2006 el Reglamento de la Indicación Geográfica Protegida "Judías de El Barco de Ávila", englobando en esta denominación las variedades blanca redonda, blanca riñón, morada larga, morada redonda, arrocina, planchada y judión del Barco, del último de los cuales en la localidad se obtienen unas 15 toneladas.
Desde el año 2011 se ha establecido en su término municipal una singular explotación ganadera de cría de gansos, en régimen de montanera, con más de 3.000 animales en libertad. En diciembre de 2013 la explotación fue galardonada con la distinción de mejor proyecto de Ávila en la Primera Edición de los Premios La Posada de El Mundo de Castilla y León.
La yeguada "Los Lirios" está establecida en la localidad. Es propiedad de la familia Carrascosa-Ramírez. Está constituida preferentemente por caballos de pura raza lusitana, provenientes de la ganadería de Antonio Ramírez, uno de los ganaderos más antiguos del caballo lusitano en España.
Cuenta con un centro médico de atención primaria no permanente, una farmacia, dos bares, un comercio de ultramarinos, dos empresas constructoras, un aserradero de madera, una carpintería metálica, un picadero de caballos y varias casas rurales, una de ellas la vivienda-estudio de Benjamín Palencia, propiedad de la Diputación de Ávila.[cita requerida]
La utilización agrícola del suelo según datos de Ministerio de Agricultura (M.A.P.A.), provenientes de los Mapas de Cultivos y Aprovechamientos número 529, 530, 554 y 555, es la siguiente (datos expresados en hectáreas):

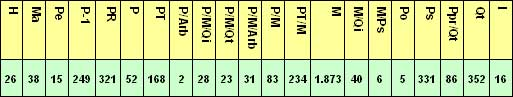
Tabla de Cultivos y Aprovechamientos del suelo de Villafranca de la Sierra.

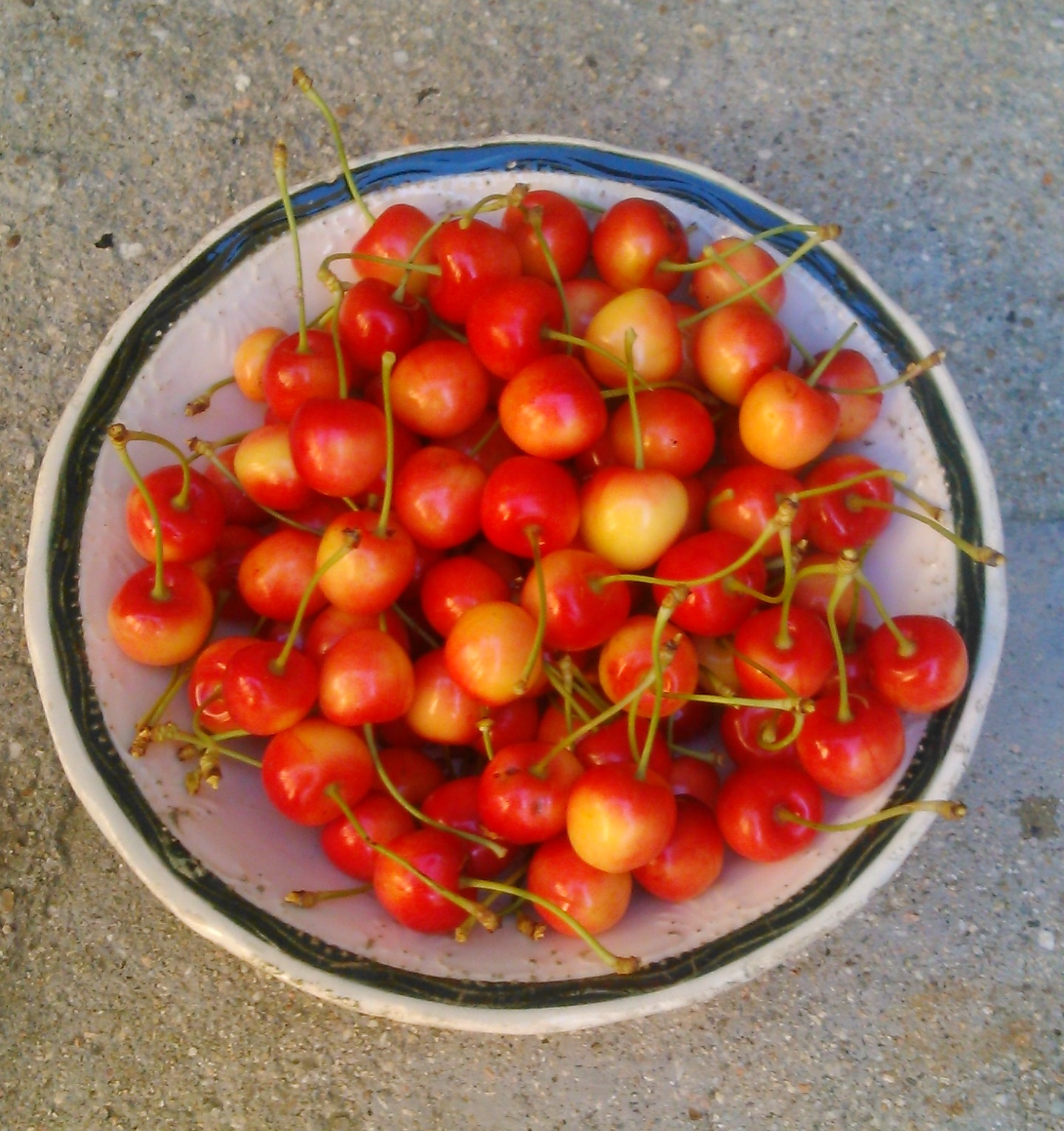
Cerezas

siendo: H: Huerta | Ma: Manzanos en regadío | Pe: Perales en regadío | P-1: Pastizal susceptible de siega | PR: Pradera | P: Pastizal | PT: Pastizal de alta montaña | P/Arb: Pastizal arbolado | P/M/Qi: Pastizal-matorral arbolado con encina (Quercus ilex) | P/M/Qt: Pastizal-matorral arbolado con rebollo (Quercus pyrenaica) | P/M/Arb: Pastizal-matorral arbolado | P/M: Asociación de pastizal y matorral | PT/M: Asociación de pastizal de alta montaña con matorral | M: Matorral | M/Qi: Matorral arbolado con encina | M/Ps: Matorral arbolado con pino silvestre (Pinus sylvestris) | Po: Superficie arbolada con chopo (Populus alba) | Ps: Superficie arbolada con pino albar (Pinus sylvestris)| Ppr/Qt: Superficie arbolada con pino negral (Pinus pinaster) y rebollo | Qt: Superficie arbolada con rebollos | I: Improductivo.
Son los últimos datos del Ministerio publicados, si bien son de 1985. En la actualidad, se ha reducido la superficie de huerta y frutales, transformándose en praderas y pastizales, y tras el desbroce de matorral en la sierra de Villafranca, se ha aumentado apreciablemente la superficie repoblada con pinos.

## Monumentos y lugares de interés

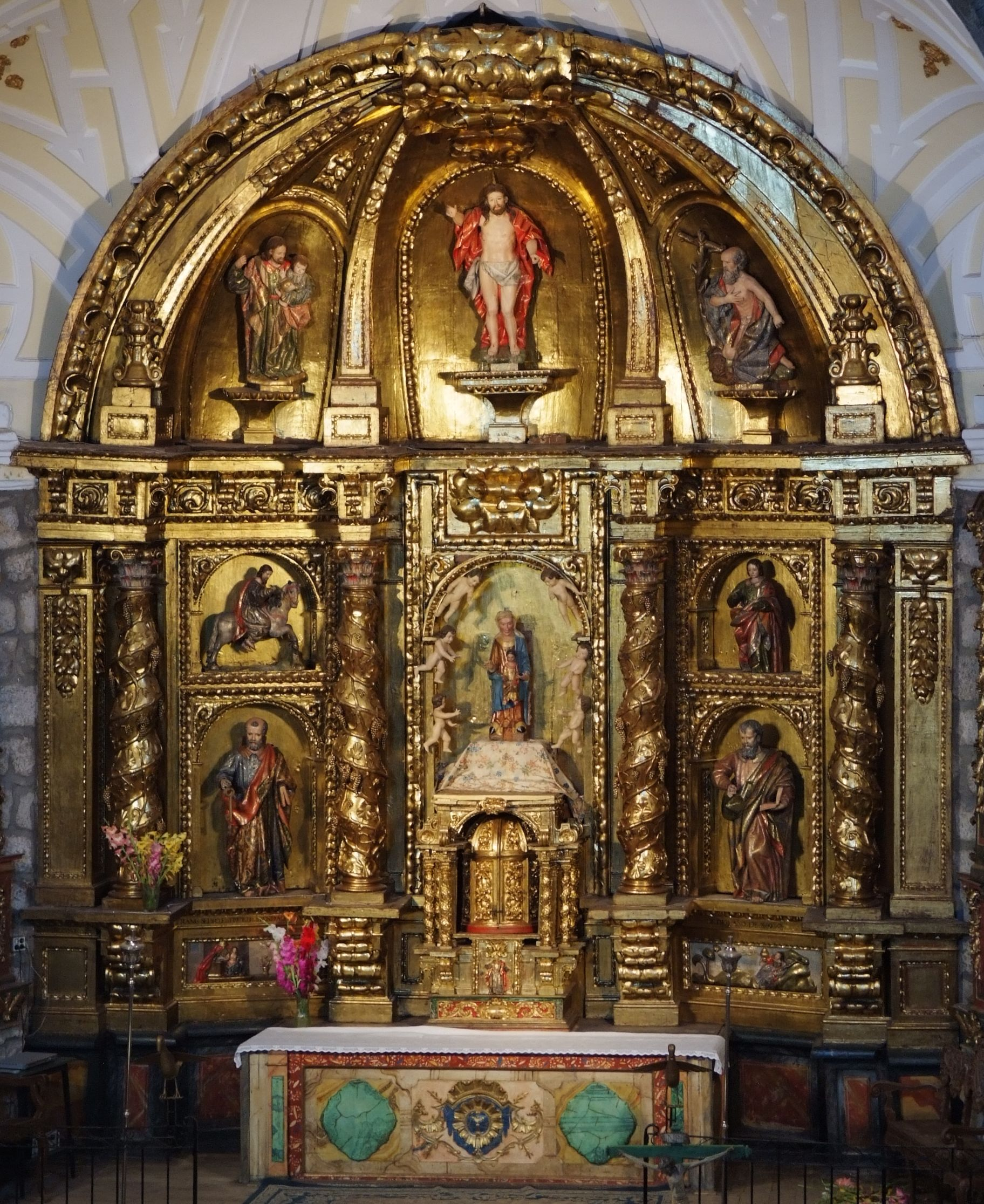
Retablo mayor de la iglesia parroquial. Restaurado en 2009.

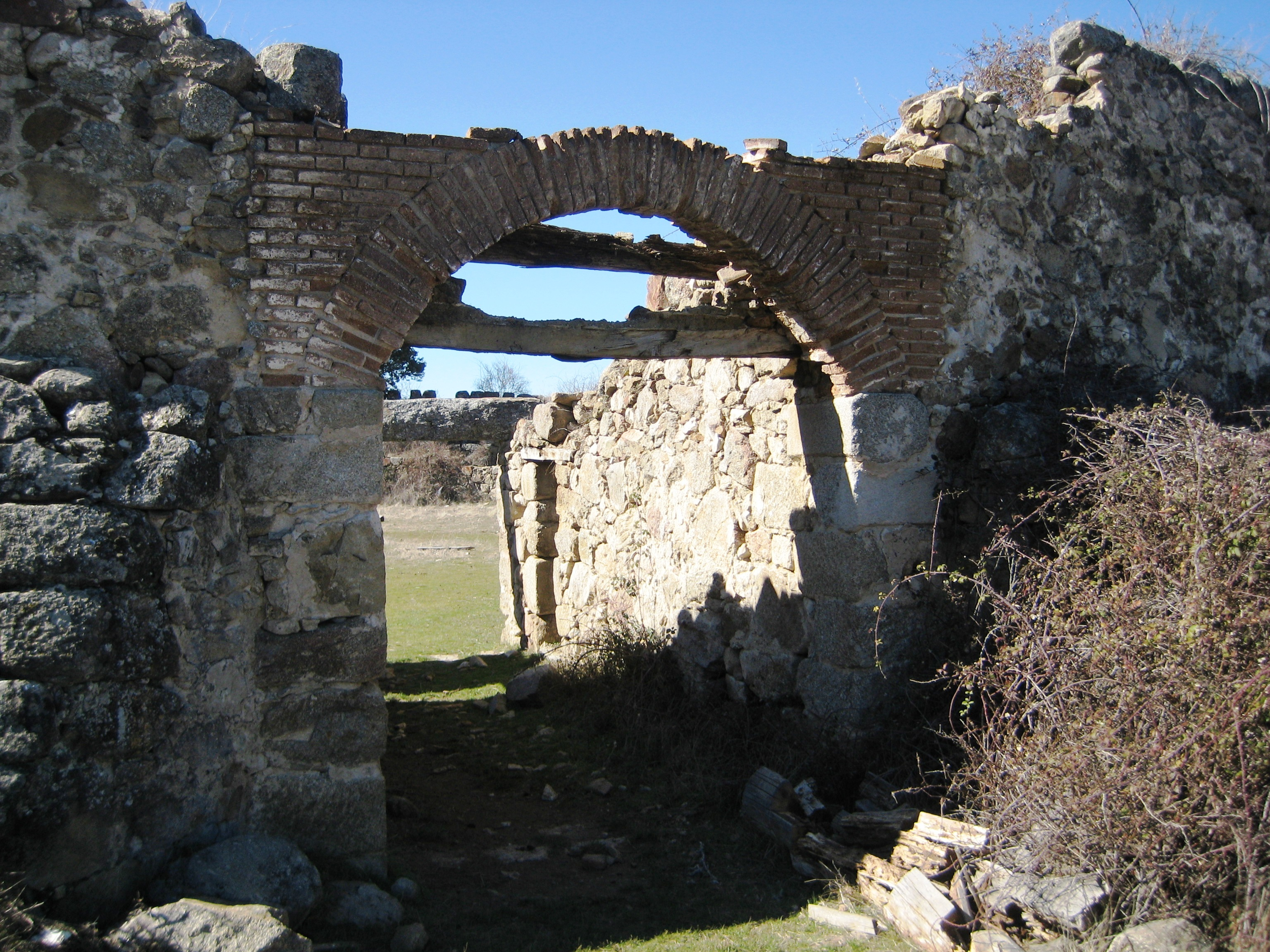
Plaza de toros. Puerta grande.

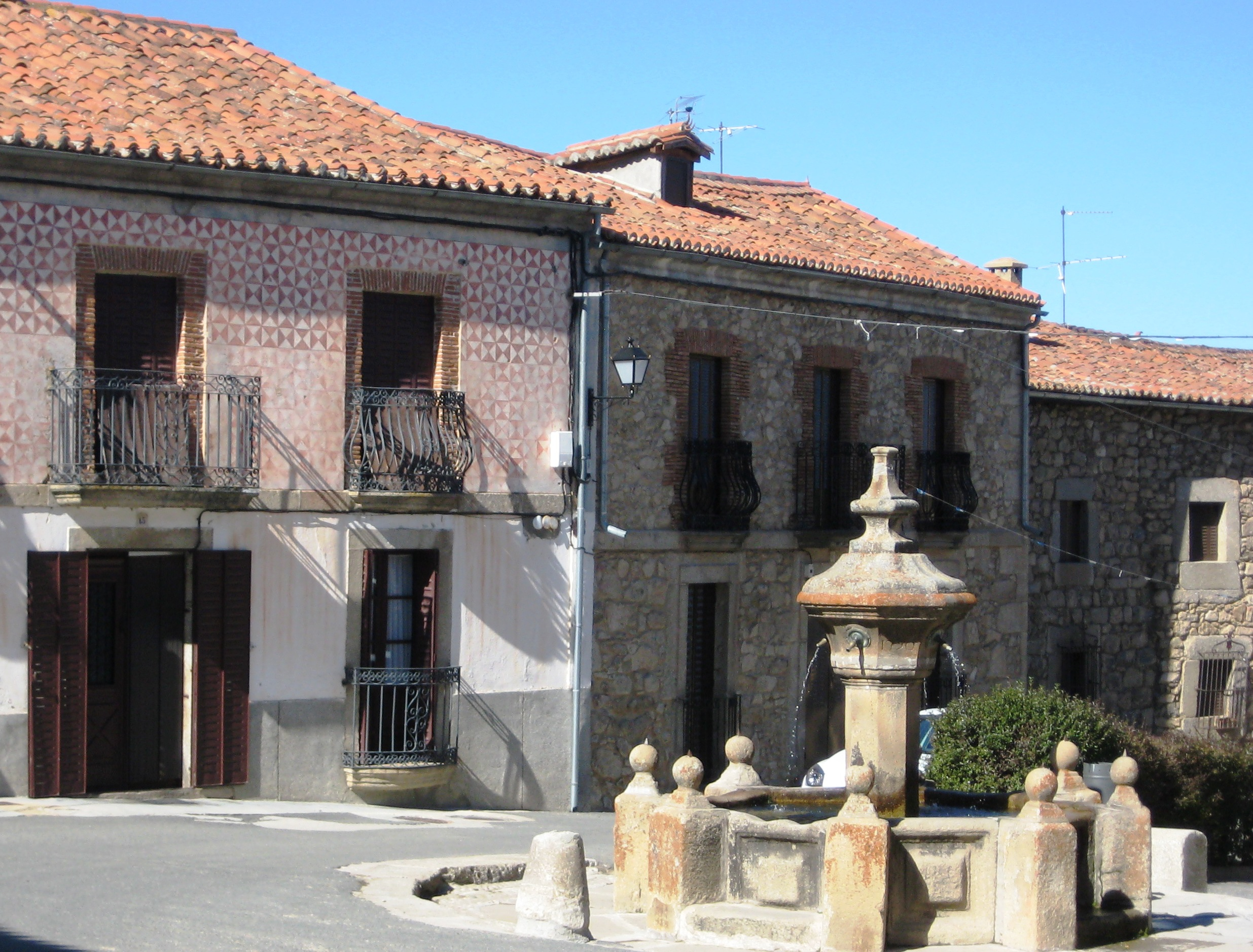
Plaza mayor. Fachada oeste.

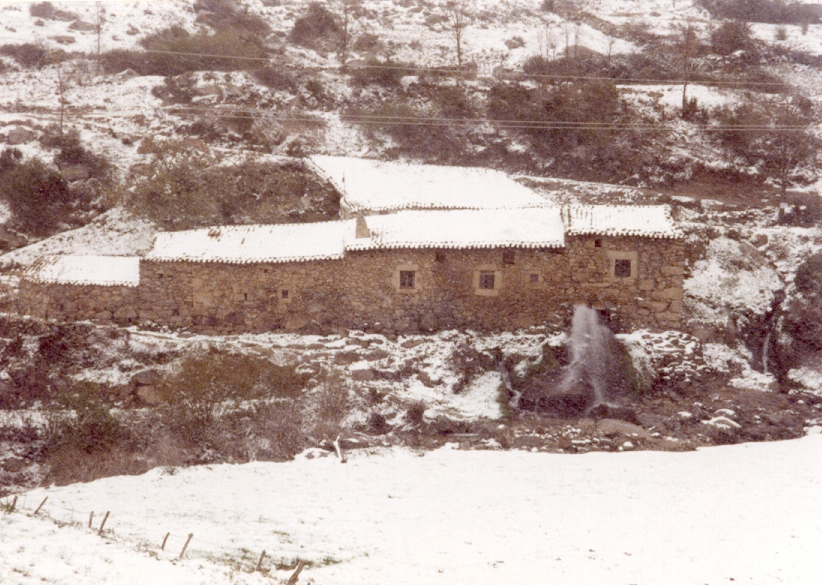
Molino harinero de Tío Alberto.

- La iglesia parroquial de Nuestra Señora de la Asunción, del siglo XV, de sillares, con planta de una sola nave y torre con espadaña, que se asienta sobre un templo primitivo románico. La parte más antigua, posiblemente del siglo XIV, es la capilla mayor que se cierra en semicírculo. El retablo mayor está fechado en 1690.[50]

- La Alhóndiga, del siglo XVI, tras un largo período empleada como almacén de grano, fue durante años el teatro de la localidad, salón de baile y local de esparcimiento de la juventud. Rehabilitada y en perfecto estado, hoy en día es un edificio de usos múltiples, en la que durante los veranos se suelen realizar exposiciones de arte.

- Ermita de San Antonio de Padua: erigida bajo la influencia de los franciscanos de Bonilla. También rehabilitada tras el hundimiento de su tejado. Conserva la Cruz de humilladero en su entrada. El retablo fue realizado y donado a la cofradía por el maestro tallista oriundo de la localidad, José Sánchez Pardo, en 1754. Fuente de San Antonio próxima a ella. Hasta de otras cuatro ermitas existen noticias ciertas de su ubicación en la Villa y Tierra: La Pasión, Virgen de la Capilla —que debió derruirse en la Guerra de la Independencia, habiéndose levantado a finales del siglo XIII, al tiempo del castillo—, San Martín de Serrota (existía ya en el año 1536) y la de Los Gloriosos Mártires Santos Fabián y San Sebastián -amén de la iglesia edificada en Navacepedilla, filial de la parroquial, hasta su elevación a parroquia-, además de la capilla del Hospital de la Caridad, dentro de la villa. De otra más, la dedicada a Nuestra Señora de Gracia, existen referencias aunque no se ha logrado situar.

- Plaza de toros: la más antigua de Ávila y la tercera de Castilla y León, tras las de Béjar (1711) y Segovia (1805); levantada en 1854 por 10 notables villafranquinos, toda ella en piedra con los restos existentes del torreón del castillo-fortaleza que ocupó este lugar y que fue adquirido en febrero de ese mismo año al duque de Medinaceli. Está dividida en dos tendidos, uno de sombra y otro de sol, el primero mantiene las gradas de piedra, mientras que el segundo es de piedra rodada. El diámetro de la plaza a ras del suelo es de 45 metros y el del redondel del albero de 30 metros. Tiene capacidad para unos 1.500 espectadores. Hoy en día lo que fue la presidencia y la enfermería, así como dos de los vomitorios, están derruidos. El castillo debió comenzar a construirse a mediados del siglo XIII, en el momento de la repoblación de la villa, estando terminado antes de finalizar el siglo. No se conserva nada de la fortificación como tal, que probablemente estaba protegida por una barbacana y un foso. Su superficie se calcula en unos 1.500 m². El castillo se erigió como torreón fortificado, aunque posteriormente, en la época de los Reyes Católicos, se introdujeron mejoras, propias de la paz conseguida tras la reconquista, asimilándose en cierta medida con un palacio. Su abandono debió producirse a principios del siglo XVII, aunque su decadencia se iniciaría cuando dejó de ser residencia de los titulares del señorío, a mediados del siglo XVI, al construirse el castillo de Magalia en las Navas del Marqués. El triste fin del castillo-palacio fueron las llamas según aparece en varios escritos de finales del siglo XVIII.[51]

- Plaza mayor, con soportales, machaderos o poyos (empleados antiguamente para machacar lino), casas blasonadas y un hermoso pilón de cuatro caños, datado en el año 1790, construido por el alcalde D. Lorenzo San Martín. Las columnas de los soportales proceden de los restos del castillo. Acoge la casa del Ayuntamiento y Cárcel (primera mitad del siglo XVI). Desde la plaza se puede observar un abeto pinsapo (Abies pinsapo), catalogado como árbol singular por la Junta de Castilla y León, con un diámetro de tronco de 2,7 metros.

- Vivienda-estudio del pintor Benjamín Palencia,[cita requerida] diseñada por el arquitecto y poeta Luis Felipe Vivanco (una placa con una paleta sobre la puerta de entrada indica que fue terminada en 1953) y levantada por el maestro constructor Santos Martín Páramo. Situada en Las Eras, desde ella contempló buena parte de los paisajes que dejó reflejados en su obra. En octubre de 2007, tras su adquisición y reforma por la Diputación de Ávila,[cita requerida] con una inversión de 360.000 euros, fue abierta al público, convertida en una vivienda rural.

- Molinos harineros en el curso del río Corneja: especial mención merece el molino de Tío Alberto, a unos tres kilómetros del pueblo y muy próximo a la carretera que va a Navacepedilla de Corneja, por su ubicación y buen estado de conservación; la Diputación de Ávila ha alcanzado un acuerdo con sus propietarios para que albergue entre sus muros un museo etnográfico y salvaguarde la tradición molinera de la localidad.[52] El agua se toma del río y se conduce mediante caceras que van a parar al cubo, donde presión y velocidad de la corriente alcanzan los valores óptimos para impulsar el rodezno y conseguir así la fuerza motriz necesaria para mover las muelas que machacan el grano del cereal.

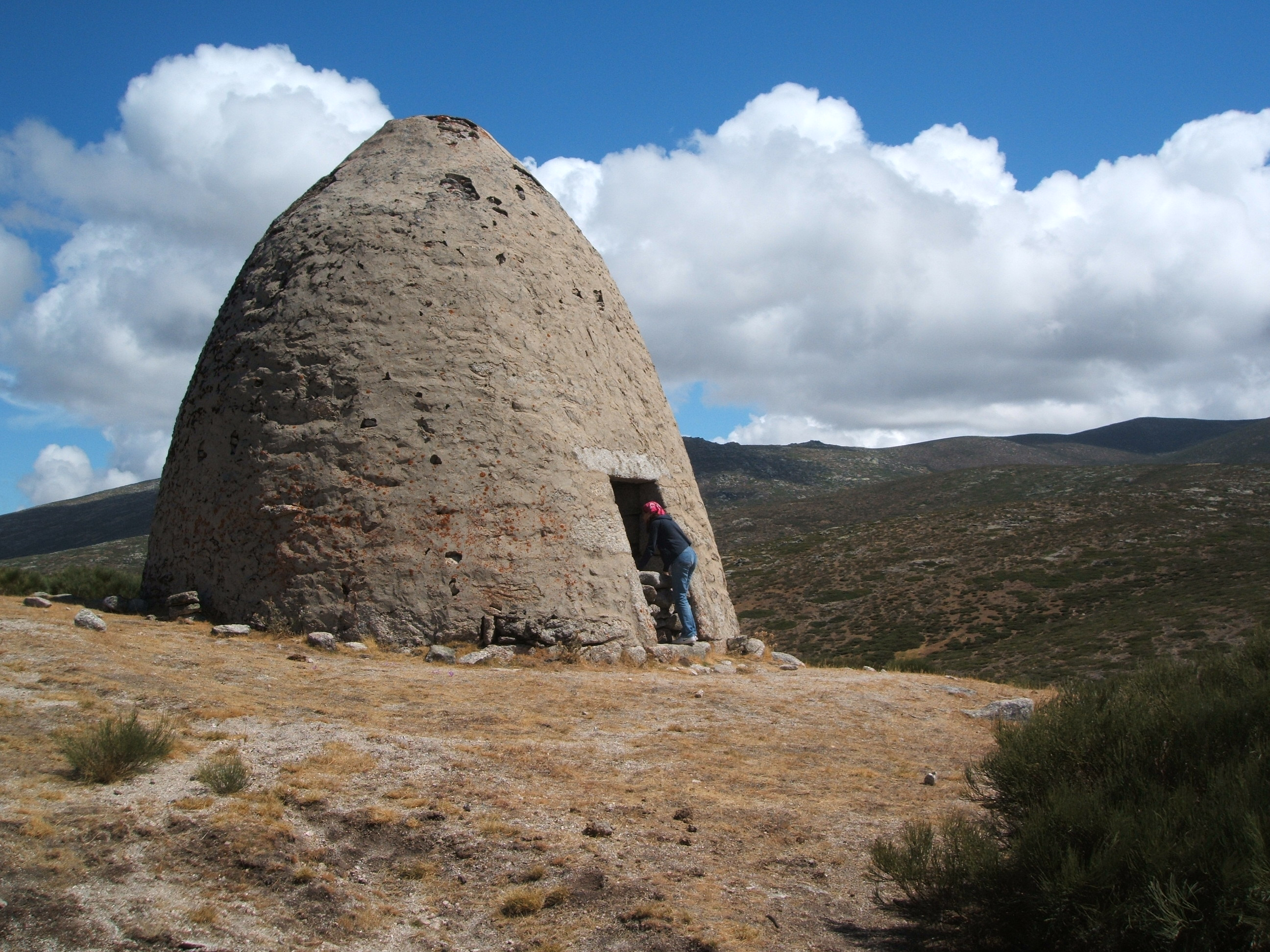
El Chozo Blanco.

- El Chozo Blanco: singular edificación situada a 1800 metros de altitud en la Dehesa de La Serrota. Está construido con el leucogranito allí presente, que le daba una tonalidad blanca peculiar. Hoy en día está enfoscado en su parte externa con cemento mientras que en la cara interna se pueden observar las características constructivas. Dispone de muros de un metro de espesor, dos camas en piedra, chimenea y puerta orientada al sur. Fue utilizado por los pastores, durante su estancia veraniega en la dehesa, para guarecerse del frío y vigilar, desde su privilegiada posición, al ganado del ataque del lobo. A unos 5 km, al ENE del Chozo Blanco, se encuentran esparcidos los restos de la ermita de San Martín, en el cerro del Santo, a unos 2200 metros de altitud, en la que se festejaba desde mediados del siglo XV hasta mediados del XVIII el día de San Martín de Tours, cada 11 de noviembre, mediante la celebración de una romería a la que acudían vecinos de localidades próximas.[53] El contenido de dicha fiesta, religiosa y profana se reguló en el año 1478 mediante las "Constituciones de la Cofradía del Señor San Martín de Serrota", según consta en el libro 32 guardado en el Archivo Diocesano de Ávila correspondiente a la parroquia de Villafranca de la Sierra:

"En el nombre de Dios y de la Virgen María, y del Señor San Martín de Serrota, se hizo esta regla de la Cofradía del Señor San Martín de Serrota el año del nacimiento de Nuestro Señor Salvador Jesucristo de mil cuatrocientos setenta y ocho años."

## Historia

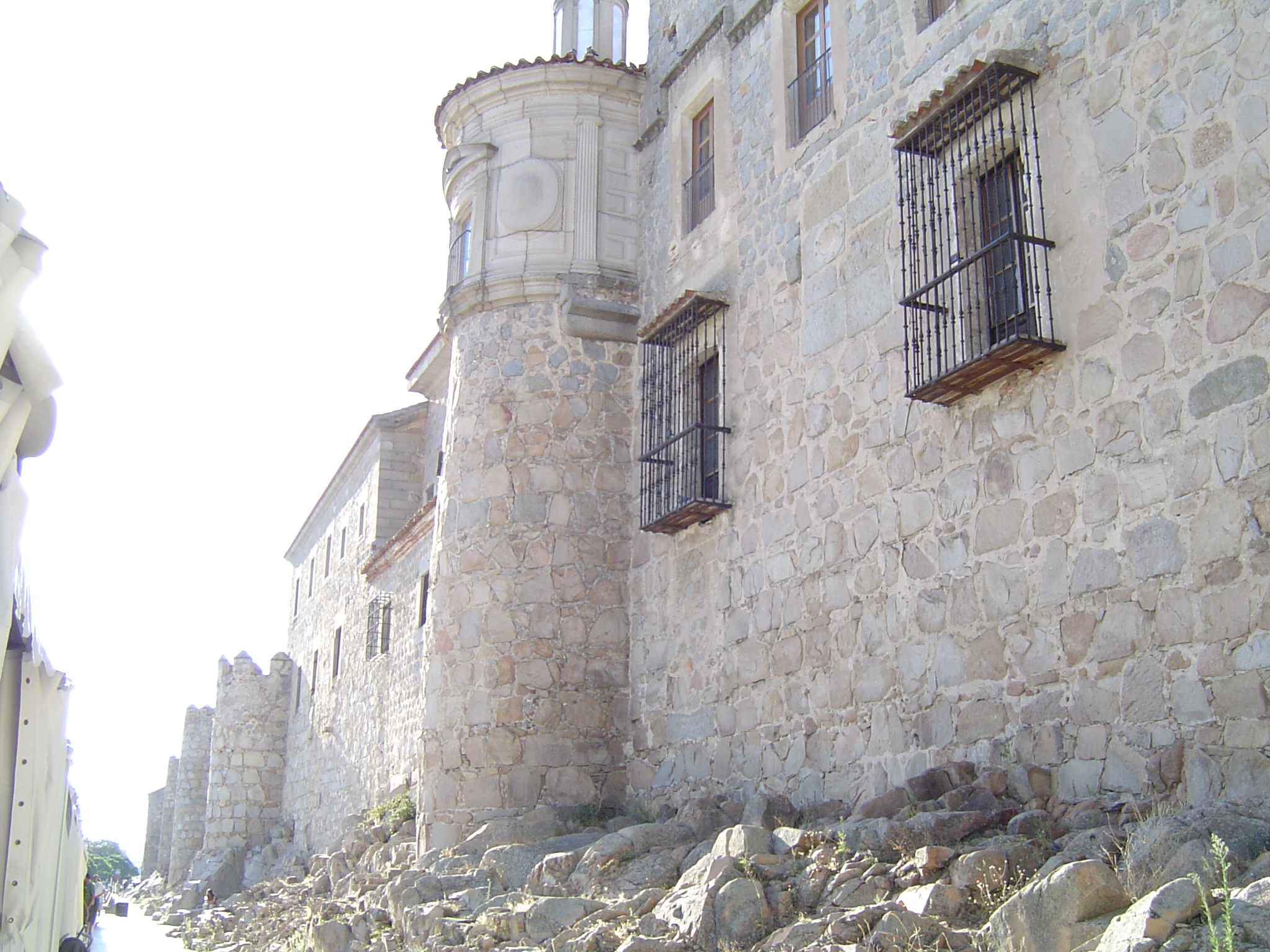
Fachada posterior del Palacio de los Dávila enclavado en la muralla de la ciudad de Ávila.

Su historia reciente se remonta a tiempos de Alfonso VI "El Bravo" quién mandó poblar "las navas de Ávila", con el fin de crear una avanzada que parara la presión musulmana, quedando incorporada al alfoz de Ávila bajo dominio real.
Alfonso X "El Sabio", el 26 de abril de 1256, en el cuarto año de su reinado, concede en Soria la Real Merced por la que entrega el señorío a Esteban Domingo de Ávila, alcalde de esa ciudad, según consta en copia autentificada del Archivo de la Real Chancillería de Valladolid (el original del Documento Real se encuentra en los Archivos de la Casa Ducal de Medinaceli).
La donación de ese territorio, hasta entonces perteneciente al extenso alfoz de la ciudad de Ávila, fue realizada en pago a sus servicios y lealtad a la corona, prestados tanto a él como a su padre Fernando III "El Santo", y en especial por su activa participación en la conquista de la Andalucía Bética, distinguiéndose en el cerco de la ciudad de Jaén. El 25 de agosto de 1256 (1294 según la Era Hispánica) Esteban Domingo otorga en Villafranca al concejo de esta villa una carta puebla y establece las franquicias que regirán la localidad.

"Connoszuda cosa se á todos los Homes que esta carta vieren, como yo Don Alfonso por la gracias de Dios, Rey de Castilla, de Toledo, de leon, de gallizia, de Sevilla, de Cordova, de Murcia y de Jaen: por los muchos servicios que a mi fizo Esteban Domingo de Avila mio Alcalde, dol y otorgol á Villafranca con todo su termino de somo del Puerto de Corneja, como va á las cabezas del Oragal y del dende á la garganta de los hornos así como vierten las aguas a Corneja, y del dende a somo del Puerto de Vichia y del dende a la garganta del Oragal, asi como corren las aguas a Cornessa, y dende asoma de la garganta de Guarueña y Guareseñaayuso asi como caen Corneja, y de la otra parte de somo del Puerto de Corneja, asi como nasce el arroyo del Puerto ayuso oriellas de voniella y le otorgo por así, y para cuantos del vinieren que lo aian libre; y lo quito, para dar, para vender, para enpennar, para canviar, para enagenar, para poblar, para facer dello todo lo que quisiere, Salvo ende que non den á mi moneda. Es por que esto sea en firme y mas estable, y nonbenga en dubda, mando sellar esta carta con mio sello de plomo. Fecha de la carta en Soria por mandado del Rey veinte y seis dias andados del mes de Abril en la hera de mill y dozientos y noventa y cuatro años. Juan Pérez de Cuenca lo escrivio el año quarto que el Rey Don Alffonso Reynó."

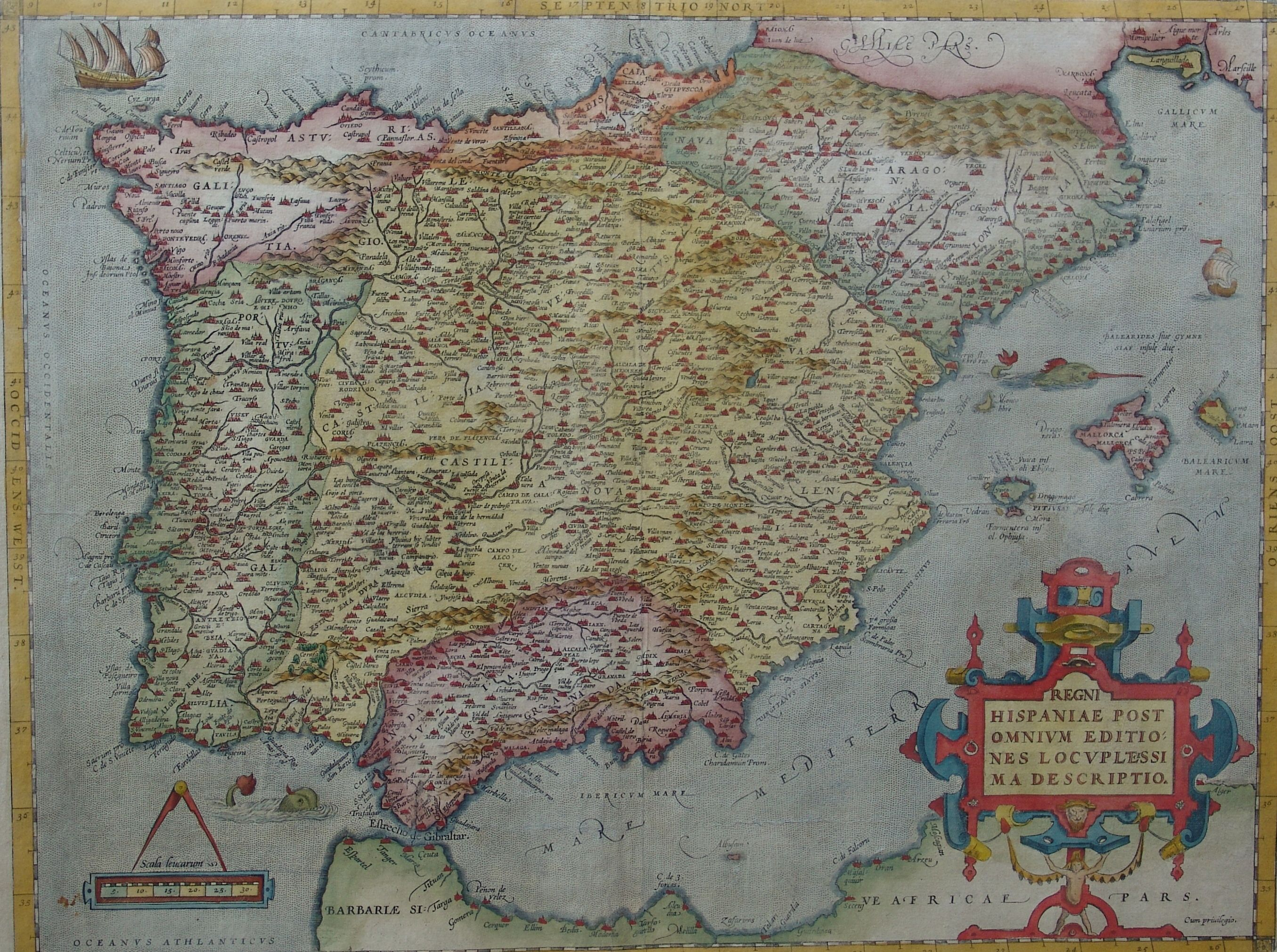
Mapa de España en 1570. Abraham Ortelius.

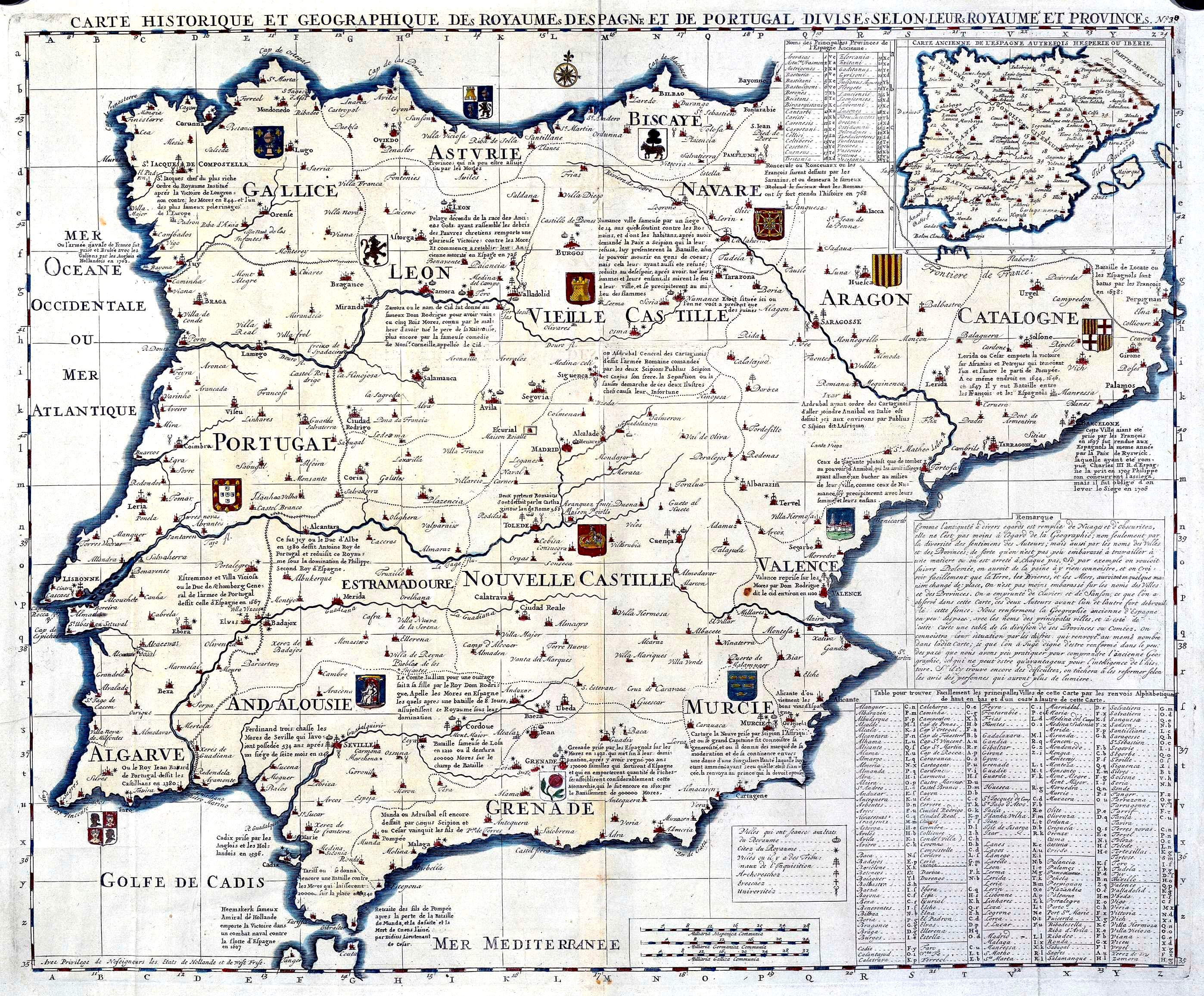
Mapa de España y Portugal hacia 1739. H.A. Chatelain.

Los sucesivos reyes Sancho IV "El Bravo" y su hijo Fernando IV "El Emplazado", bajo la regencia de su madre, la reina María de Molina, confirman las concesiones a la villa. 
En la segunda década del siglo XIV los Dávila pierden Villafranca, que sólo la recuperarán tras un largo y confuso pleito en el año 1389, cuando por sentencia del Consejo Real, siendo rey Juan I de Castilla, es devuelta al hijo de Esteban Domingo III, Pedro González Dávila, aunque quien toma posesión es su madre, doña Jimena Blázquez, por ser Pedro menor de edad. Anteriormente, en 1346, bajo el reinado de Enrique II "El de Las Mercedes", Esteban Domingo III, compró el lugar de Las Navas a su hermano, Blasco Muñoz, por 25.000 maravedís, que una vez recuperada Villafranca se incorporará al señorío de los Dávila y que a la postre será el que dé título a la familia.
A finales del siglo XVII los títulos de los Dávila pasan a la Casa de Benavides en los Condes y luego Duques de Santisteban del Puerto. Por rama femenina, en el siglo XIX, serían Señores de Villafranca los Fernández de Córdoba, de la casa de Medinaceli.
El Señorío de Villafranca estuvo conformado por la villa de Villafranca (actual Villafranca de la Sierra), donde existía un castillo en el que residía el señor con sus vasallos, los lugares de Navacepeda (actual Navacepedilla de Corneja), Garganta de los Hornos (conocida hoy popularmente como La Aldea) y la mitad de Casas del Puerto. En total abarcaba una superficie sobre plano de 80 km² (equivalente al 1% de la superficie provincial actual). Los límites jurisdiccionales de su término municipal no han variado desde su establecimiento en el año 1833, incluyendo los de sus enclaves (artículo 3.º del R.D. de 30 de noviembre de 1833).
Según las crónicas de la Población de Ávila narradas por Fray Luis Ariz el primer Señor de Villafranca fue Blasco Muñoz hacia el año 1100. Los Señoríos fueron abolidos por Ley el 2 de febrero de 1837 y la dignidad nobiliaria que conllevaban suprimida por Real Decreto el 27 de mayo de 1912. Desde el 15 de septiembre de 2014 Don Marco de Hohenlohe-Langenburg y Medina, XIX duque de Medinaceli, ostentaría hoy el honor de ser el XXXII Señor de Villafranca.
No fue, sin embargo, hasta la sentencia dada por el Tribunal Supremo el 7 de septiembre de 1842, reinando Isabel II, cuando se puso fin al Señorío de los Marqueses de las Navas sobre Villafranca, liberando a esta villa y a los pueblos de Navacepedilla y Casas del Puerto de cualquier sumisión de personas, de bienes rústicos y urbanos, así como de los impuestos pagaderos a los señores, como los de maravedí y medio por libra de carne, gallina, queso, azúcar, aceite, cántara de vino y la "alcabala del viento", que gravaba a los vendedores forasteros. Se cumplía así en esta tierra, después de prolongado pleito con el duque de Medinaceli, el Decreto de las Cortes, del 6 de agosto de 1811, que imponía la abolición de derechos jurisdiccionales provenientes del régimen feudal de la Edad Media. 
No debieron ser fáciles las relaciones con los territorios vecinos, a juzgar por el número de documentos donde se narran controversias y litigios con otras villas. Así, por ejemplo, un dicho popular relataba: 

"De Villafranca salimos con tambores de guerra, más no pudimos entrar en Bonilla de la Sierra."

Imaginamos que sería por la solidez de la fortificación de dicha localidad episcopal y también sin duda por el poderío de sus defensores, nada menos que la mitra abulense.

## Cultura

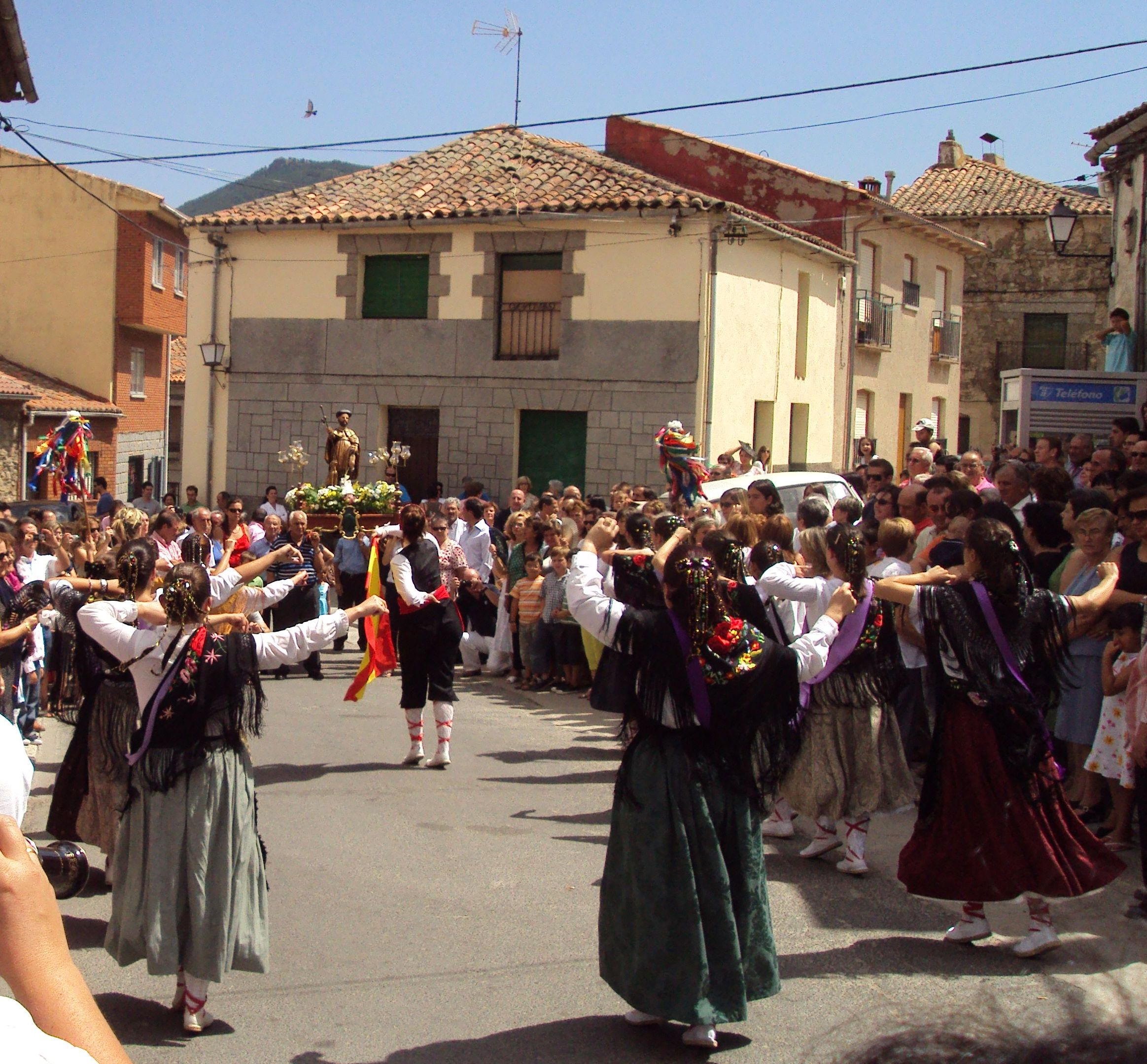
Alabarderas bailando a San Roque en procesión (16 de agosto).

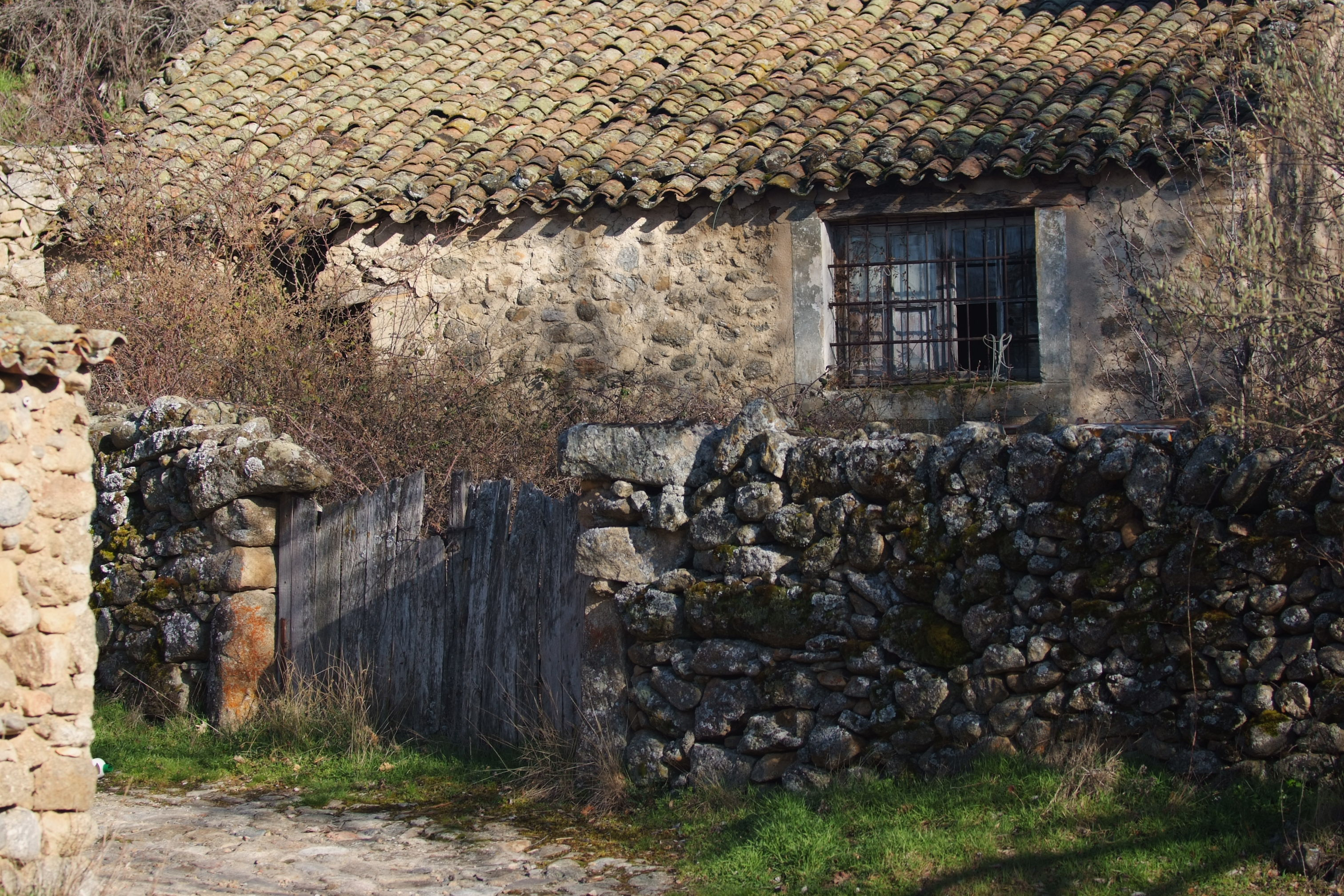
Arquitectura popular. La Ribera.

El traje regional: característico de la zona, con influencia charra, sobre todo en los adornos de las mujeres.
El baile de las Alabardas: singular danza que se baila a la Virgen en las procesiones, tras la Misa, durante las fiestas de agosto; originaria del siglo XVII, parte de la Hermandad de Carda y Percha, cuyas Constituciones se fechan en el día 12 de junio de 1653 y tenían una especial advocación por la Virgen del Rosario. Las manufacturas textiles junto con la molinería fueron las principales actividades industriales de la villa. El Catastro del Marqués de la Ensenada de 1751 señala la existencia de 20 fabricantes de paños, dos batanes y ocho tintes (el tinte procedía generalmente de una planta la rubia, que se cultivaba en el propio término municipal, en parajes como el Rubial, o en localidades cercanas como Villanueva del Campillo para ser comercializada en Villafranca de la Sierra, que junto con Piedralaves eran los dos únicos lugares de la provincia donde se realizaba la tintura de paños,[cita requerida] además de 40 ruedas de hilar, trabajo este último al que se dedicaban las mujeres y sobre todo las viudas de los tejedores. No es de extrañar pues la existencia de la citada Hermandad.
Una de las misiones de esta Hermandad era la de velar al Señor en la noche del Jueves Santo y para ello se turnaban de cuatro en cuatro. Iban ataviados con sus mejores galas y con sombreros negros adornados con cintas y ramos de color morado. Mientras estaban velando, las alabardas las dirigían hacia abajo pero cuando levantaban la imagen del Cristo Yacente en señal de que había resucitado cruzaban las alabardas en alto. Es preciso destacar la organización militar de la Hermandad que se desarrollaba en cuatro escuadras al mando de un Capitán, Alférez Abanderado, Sargentos, etc. Las cuatro Alabardas y la Bandera, un hermoso brocado de seda grana montado en un asta de gran altura, se guardan en la iglesia. 
Su tradicional uso no se ha perdido aunque el tiempo y las circunstancias han implantado modificaciones sustanciales. En la actualidad el uso de las alabardas se mantiene en la guardia o vela al Santísimo y en la procesión del Santo Entierro. Pero se ha producido una deformación, de una institución de tipo militar y, por ende, netamente masculina, se ha derivado, desde antiguo, a un baile de procesión con una música y danza especiales que bailan las mozas ataviadas con trajes típicos en las procesiones de la Asunción y de San Roque. No falta la bandera que porta y tremola al son de la música la que hace de capitán, vestida al estilo militar. Las que encabezan las filas llevan unas varas altas rematadas en flores y cintas, que bien pudieran ser el recuerdo de las alabardas adornadas de gloria del día de la Resurrección.
La música del baile de las alabardas ha sido recuperada por Cipriano Roldán del Cancionero de Ávila.[cita requerida]

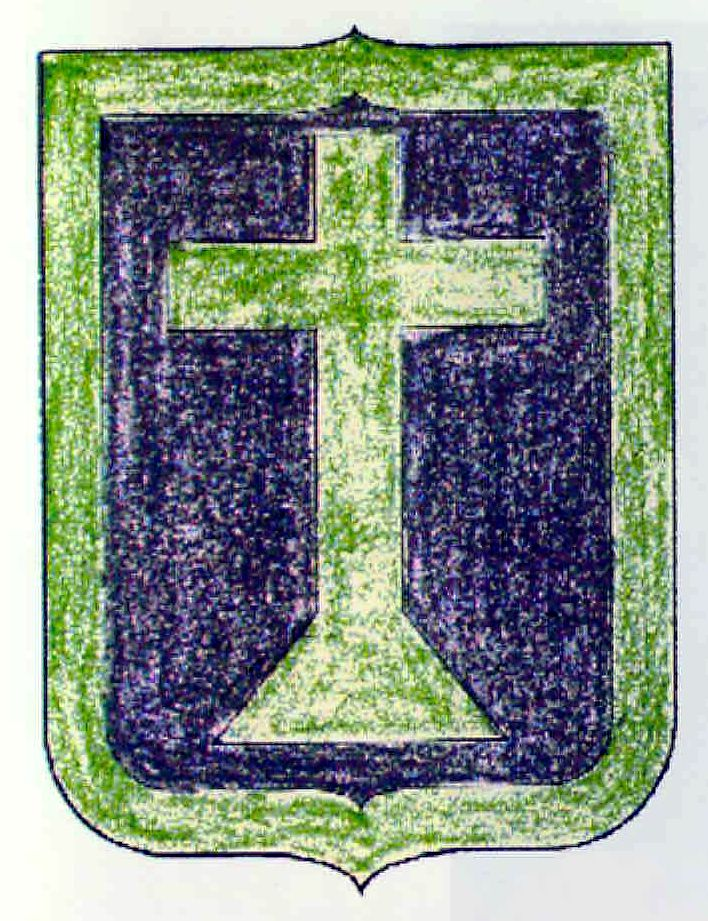
Símbolo de la Cofradía de la Santa Vera Cruz.

La Cofradía del Santísimo Sacramento: cofradía en la que hoy se encuentran agrupadas el resto de las que existieron en la localidad: la de La Santa Vera Cruz fundada, en honra y gloria de los Santos y Gloriosos Mártires San Fabián y San Sebastián, antes del año 1483; la de San Martín de la Serrota en 1478; la de El Santísimo Cristo de la Salud; y la de Las Benditas Ánimas del Purgatorio. 
El día 8 de enero de 1566, Pío V, un día después de su elección, firma la Bula de creación de la Cofradía de Villafranca, con los mismos privilegios que tiene la Cofradía que se asienta en la basílica de Santa María sopra Minerva de Roma (el documento se encuentra en depósito en el Archivo Diocesiano de Ávila, siendo mostrado públicamente por última vez formando parte de la exposición de Las Edades del Hombre celebrada en la Catedral de Burgos en 1990). 
La Cofradía, tal como hoy se ve, cumple dos funciones consecuencia de la fusión de las del Santísimo Sacramento y de la de Santa Vera Cruz. Participa en la misa Minerva de los terceros domingos, junto con la procesión eucarística correspondiente a las normas de la primera. La Cruz y el farol de la segunda acompaña a los "cuerpos" en funerales y entierros. 
Los cofrades participan activamente en las procesiones de la Pasión y Muerte de Nuestro Señor Jesucristo durante la Semana Santa y en la festividad del Corpus. Entre otros menesteres, asisten a los finados durante su entierro.

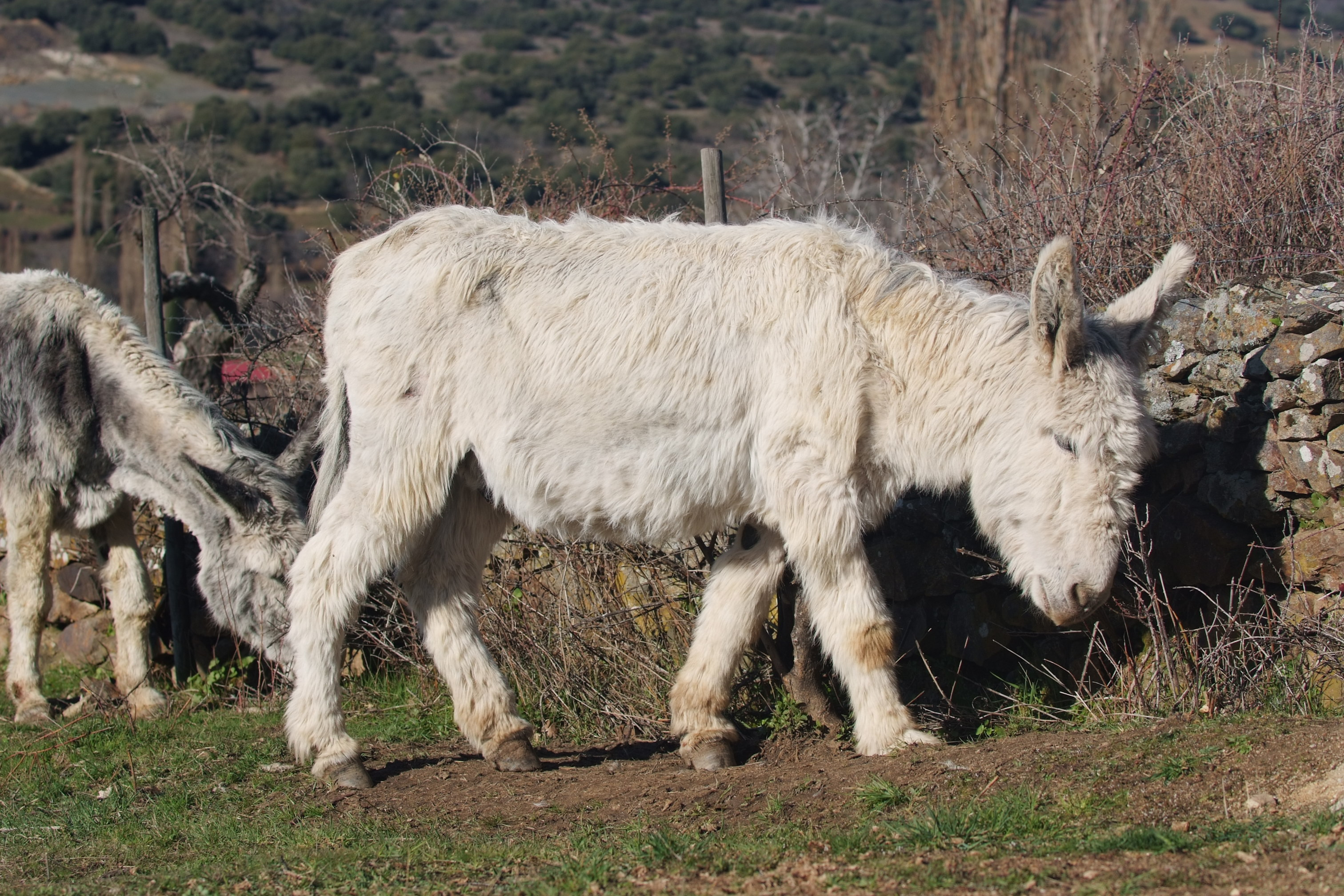
Burros paciendo. Aliados ancestrales del agricultor en terrenos montuosos.

La Comunidad de regantes es una antigua asociación de usuarios de las aguas, cuyas primitivas ordenanzas datan del año 1515. Desde tiempos inmemoriales se encarga de la recogida de aguas de la sierra, su canalización, almacenamiento en el llamado estanque principal y su posterior distribución entre todos los regantes, por riguroso orden, mediante regaderas. Esta distribución requiere el establecimiento de una compleja red de ramales, regaderas y tornaderos que atraviesan el municipio para llegar a todo tipo de huertas en verano y a los prados en otoño y primavera. Además existen numerosas presas o tomas de agua del río Corneja en su orilla norte que cumplen una misión similar (regadío de huertas y pastos). 
La afición taurina: fue siempre Villafranca un pueblo aficionado a la Fiesta Nacional. Con motivo de las tornabodas del caballero Blasco Jimeno (siglo XI), reinando Fernando I, las Crónicas narran la lidia de seis toros en la ciudad de Ávila en el actual Mercado Grande (plaza de San Pedro). La casa de Blasco Jimeno se uniría a finales del siglo XIV a la de Villafranca por matrimonio de Ximena Blázquez con Esteban Domingo el Viejo. 
Con anterioridad a la construcción de la plaza de toros las corridas se celebraban en la plaza de la ermita de Nuestra Señora de la Capilla, junto al castillo. Hasta el año 1743, fecha en que se prohíbe, los festejos se pagaban, al menos en parte, con cargo a las limosnas entregadas para el culto a la Virgen. El número de toros lidiados era variable, dependiendo de su financiación. En 1705 se corrieron dos toros; en 1709, tres; en 1714, seis… Finalizado el festival se subastaba la carne de las reses entre los carniceros de la comarca. La población y la situación económica de la villa permitía el sostén y el mantenimiento de la fiesta. 
Como recuerdo se transcriben seguidamente parte de las letrillas que de boca en boca corrieron por agosto de 1934 tras la celebración de uno de los últimos festejos:

Festejo taurino
15 de agosto de 1934
...
Carletes dice a su madre:

- No llores ni tengas pena;

lo mismo que mato el toro,

terminaré la carrera.

...
Alejandro no tengas miedo

cuando vayas a matar.

A la Virgen de la Capilla

tu madre rezará.

...
Villalta, que es un torero

de las plazas de cartel,

Villafranca ha conseguido

verlo en este redondel.

...

...

(Autor Anómimo)

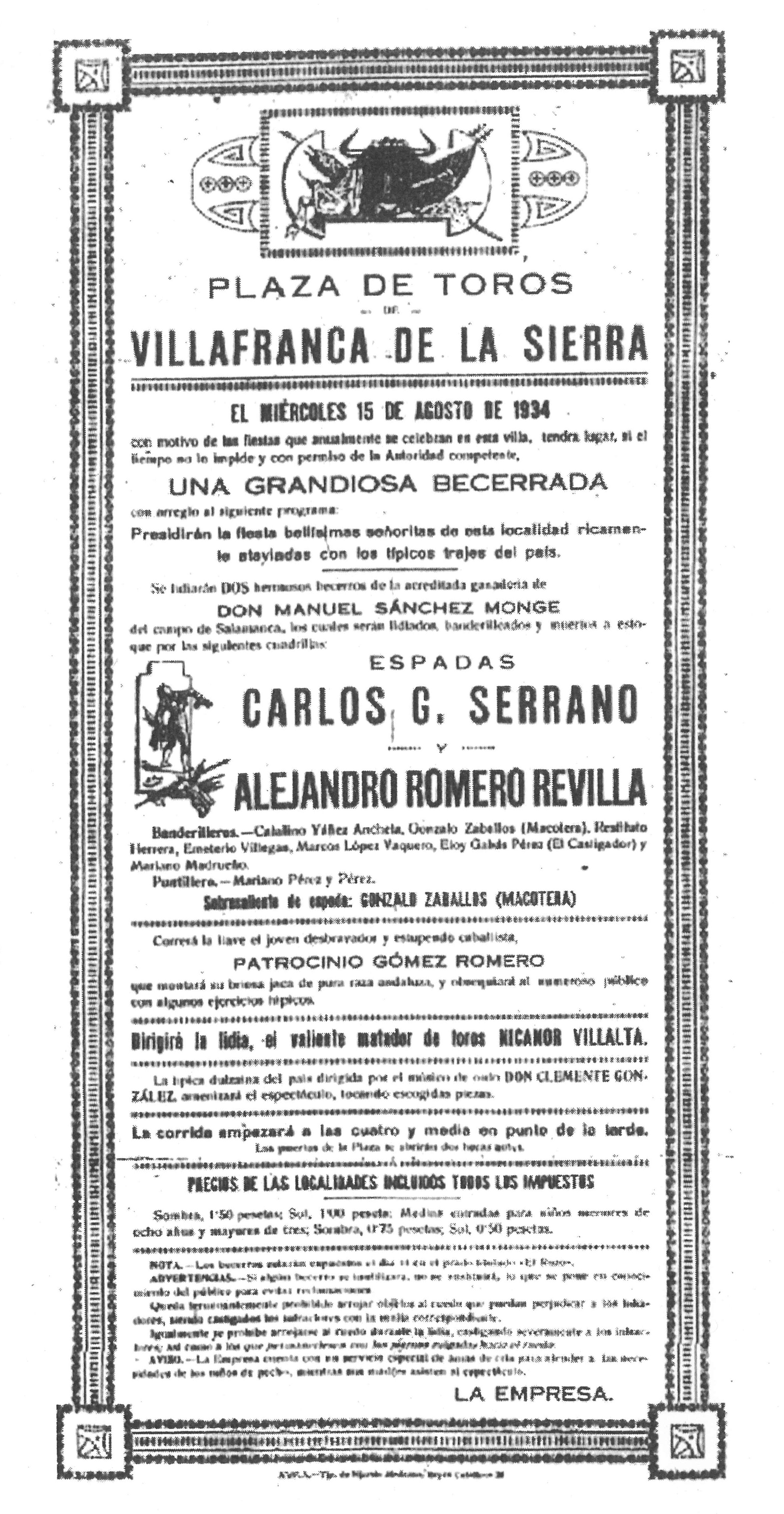
Cartel de festejo taurino.

Hoy en día la plaza de toros está en ruinas (aunque su recuperación a juzgar por la solidez de los cimientos no sería en exceso costosa) y la afición taurina ha pasado a la historia.
La tradicional matanza, celebrada íntimamente por las familias y allegados durante los meses más fríos, que duraba por lo general un par de días y constituía una auténtica fiesta de hermanamiento y conciliación.
El calbote, por los Santos (1 de noviembre). Los más jóvenes asaban castañas o hacían turrón con nueces o avellanas y contaban historias a la luz de la hoguera, al aire libre, mientras bebían anís u otras bebidas espirituosas. Los mayores, más recogidos por la rigurosidad del clima, lo celebraban en casa.
El juego de la Calva se juega habitualmente en La Nava, donde se dispone de un campo expresamente construido para la práctica de este deporte. Se celebran competiciones durante las fiestas de verano. Tradicionalmente han salido buenos jugadores de la villa, respetados en el resto de la comarca.
Juegos de cartas: julepe, tute y mata. La mata es un antiguo juego, típico de la localidad; solo se practica de la forma jugada en Villafranca en lugares cercanos como San Martín de la Vega del Alberche y pueblos adyacentes a Piedrahíta. Es el juego de envite por excelencia.

### Iglesia católica
La villa cuenta con una parroquia, bajo la titularidad de la Asunción de Nuestra Señora, englobada en la diócesis de Ávila, formando parte del arciprestazgo de Piedrahíta. Al frente de ella está el párroco reverendo de origen indio Kaspar Raj Chinnachami, que sucedió a José María Arévalo Hernández, fallecido en enero de 2015.
Los archivos parroquiales se encuentran microfilmados y están almacenados en el Archivo Diocesano de la capital abulense. En la tabla adjunta se muestra la fecha de los primeros apuntes de cada libro.
| Año   | 1522      | 1601        | 1606    | 1613        |
| Libro | Bautismos | Matrimonios | Fábrica | Defunciones |

### Semana Santa

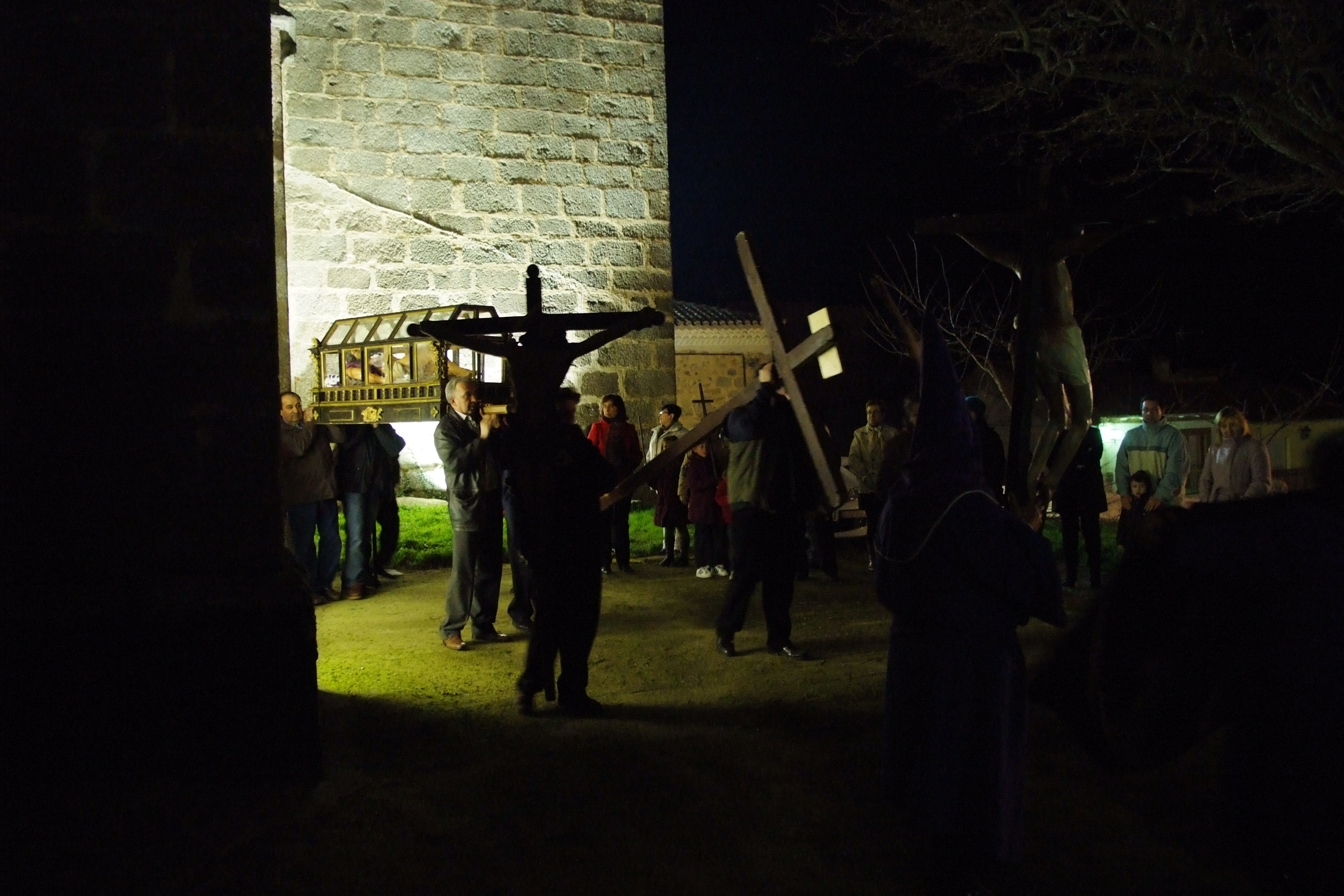
Procesión del Viernes Santo.

Especial mención merece la celebración de la Semana Santa catalogada como de Interés Provincial. Todavía, cada año, se reviven algunas tradiciones vinculadas desde siglos a la Semana Santa, aunque otras cayeron en el olvido hace ya mucho tiempo. El Pregón es una de las peculiaridades que aún pervive. Terminadas las procesiones vespertinas del jueves y viernes, en las que se oye el frío sonido metálico de las alabardas golpeadas contra el suelo en señal de duelo, la noche impone silencio y soledad en las calles. Bajo las estrellas, el muñidor de la cofradía recorre el pueblo con túnica de nazareno y con esquilón en la cintura. La voz de bronce anuncia la proximidad o lejanía de su marcha. A cada esquina, en cada plazoleta, el muñidor se detiene para pregonar su mensaje con voz alta, lenta, de sílabas prolongadas, que puedan llegar a todos los rincones:

Bendito y alabado sea el Santísimo Sacramento del altar

(dalán, dalán);

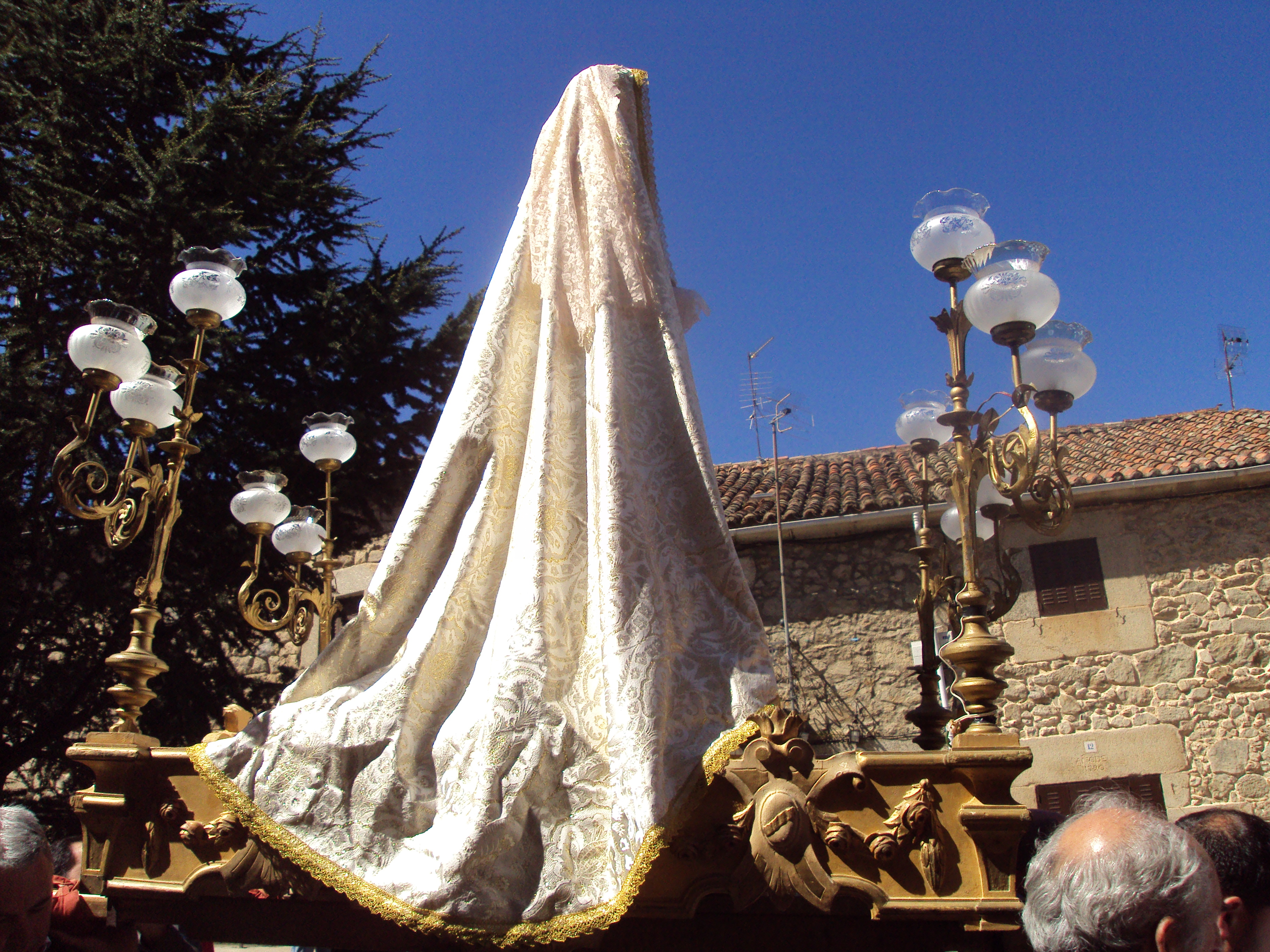
Imagen de la Virgen. Domingo de Resurrección.

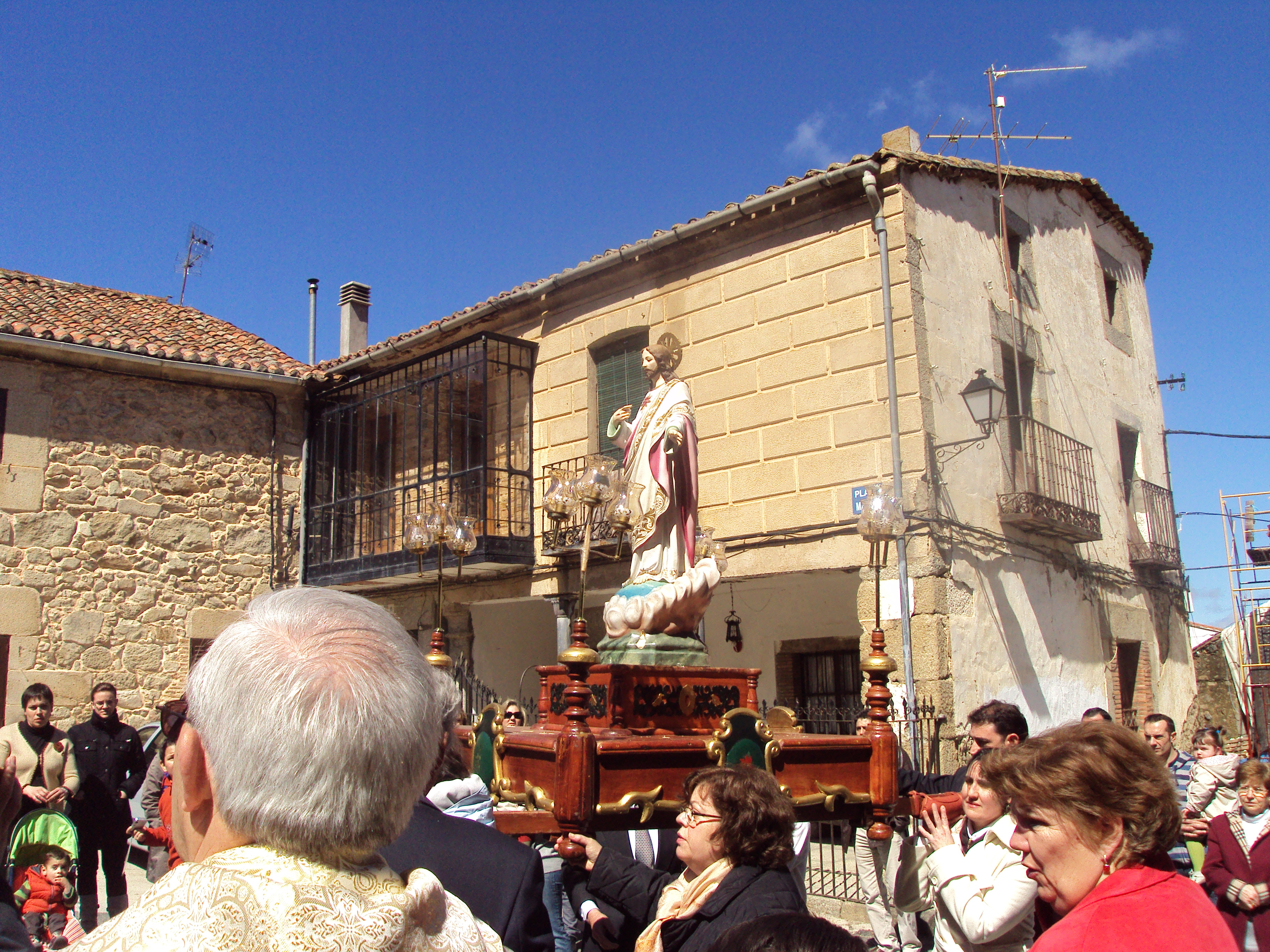
Imagen de Jesús Resucitado. Domingo de Resurrección.

que ninguno se acueste esta noche en pecado mortal

(dalán, dalán);

por la Sangre, Pasión y Muerte de Jesucristo Nuestro Señor

(dalán, dalán);

Hay muerte, juicio, infierno y gloria por siempre jamás.

(dalán, dalán, dalán, dalán,...)

Por las puertas entreabiertas y por las amplias campanas de las chimeneas llegan la voz del pregonero y la queja del metal. 
En el recuento de las tradiciones de estos días, hay que recordar el servicio gozoso de los niños, supliendo con el uso de sus carracas el silencio impuesto por las campanas. Ellos recorrían las calles anunciando los actos: 

A los rezos...

(raca, raca, raca, raca);

A los oficios...

(raca, raca, raca, raca)

El refranero popular relaciona el clima reinante secularmente en dichas fechas con la agricultura: 

"Si no fuera por la Semana Santa, quedarían las peras de Villafranca."

### Ferias y fiestas

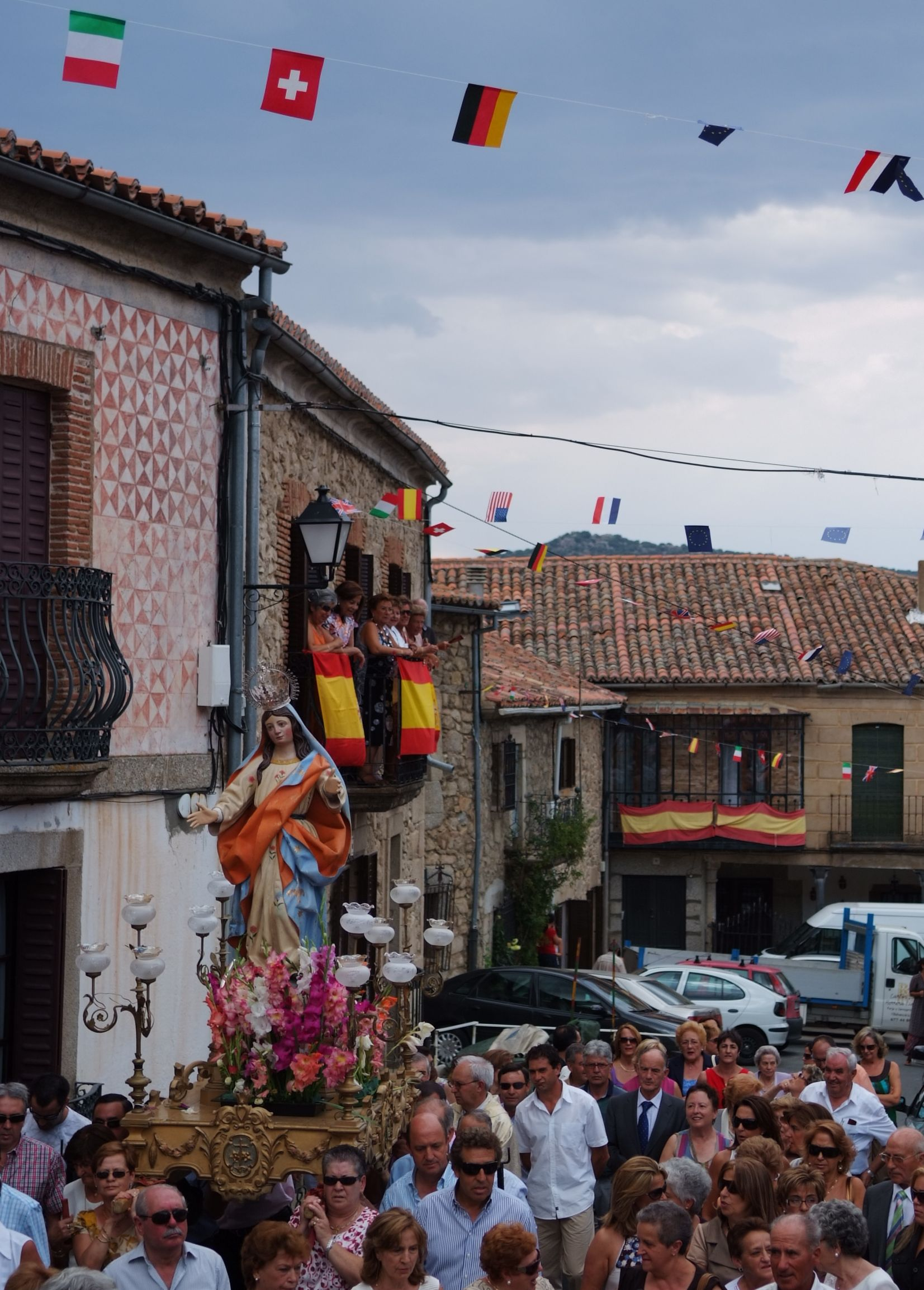
Procesión, 15 de agosto.

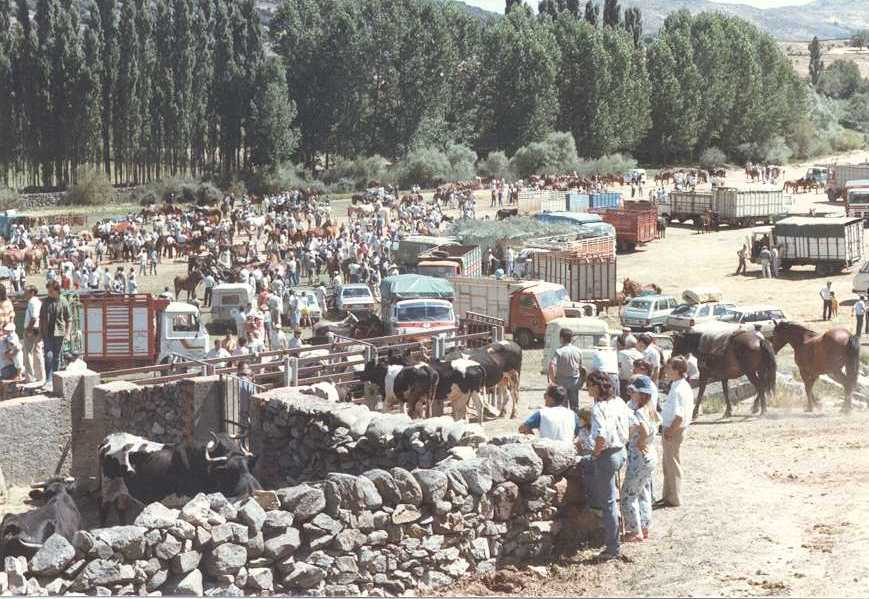
Feria de ganado en La Nava, 13 de julio de 1986.

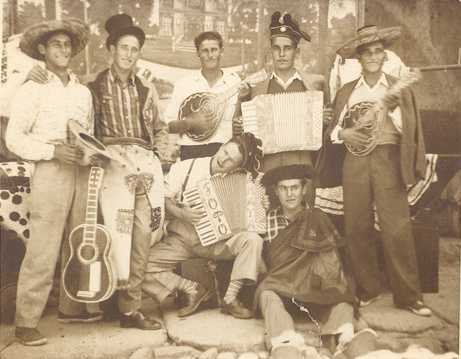
La Función, mediados de 1950.

El 13 de junio, San Antonio de Padua (con procesión).
El 12 de julio, 13 de julio y 14 de julio tenían lugar las Ferias de Ganado,[cita requerida] en su día de las más importantes de la comarca, y las mejores en ganado ovino y caballar. Hoy han pasado a la historia y se recuerdan celebrando una merienda campestre y un baile nocturno en La Nava, a orillas del río Corneja, uno de los lugares (junto a Las Eras) donde se realizaban las transacciones ganaderas. 
No siempre existió feria; seguidamente se extracta una noticia inscrita en el libro Becerro por el Cura Párroco de la villa, Fr. Antonio Rodríguez Escalona: 

"En el año de mil setecientos setenta y siete (1777), en cinco de octubre, llegó a esta villa la Cédula Real que había pretendido con su Real Majestad Carlos III, concediendo el mercado los sábados de cada semana, y feria día de San Juan y los dos días después...."

Con posterioridad se trasladó del 24 de junio al 13 de julio.
El 14 de agosto, día de vísperas,[cita requerida] se celebra el completorio y se prenden hogueras en las calles al paso de la procesión nocturna; el 15 de agosto es el día de la patrona de Villafranca, la Virgen de la Asunción;[cita requerida] y el 16 de agosto el de su patrón, San Roque.[cita requerida] Bellas señoritas de la localidad durante estos días acompañan a la Virgen y a San Roque bailando, al son de gaitilla y tamboril, una singular danza.[cita requerida]

## Curiosidades

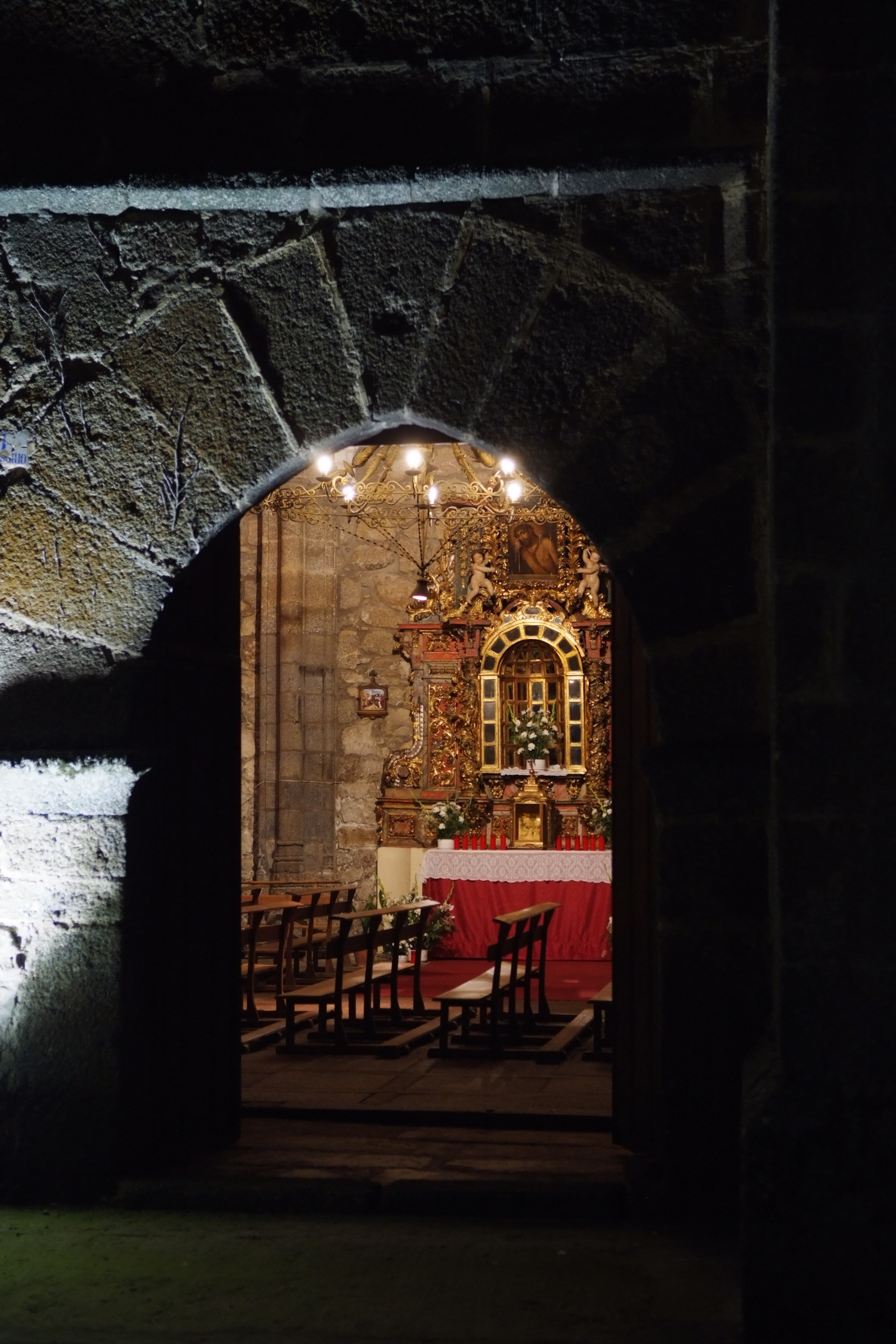
Retablo lateral de la iglesia a través de la puerta norte de la iglesia (arco ojival).

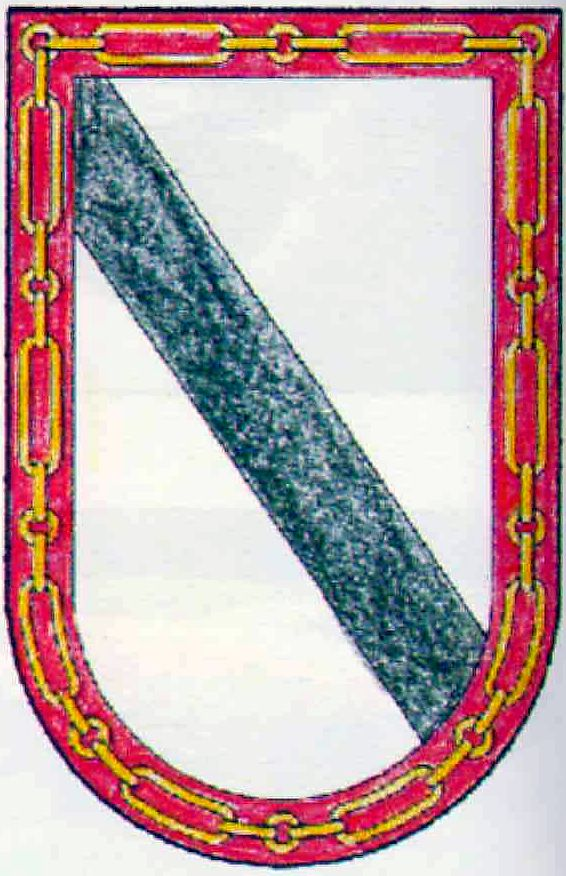
Armas de doña Elvira de Estúñiga.

- En el Libro de la Montería de Alfonso XI se describen algunos parajes localizados en La Serrota y en el Valle del Corneja frecuentados por el oso pardo. En una montería organizada para el rey alrededor de 1340 se dio caza a uno de estos ejemplares. El oso pardo desaparece de estas tierras en el siglo XVII.

"El Fortigoso, et Navalvillar, et Foyo Ciruelo, es todo un monte, et es bueno de oso en verano. Et es la vocería desde la Cabeza del Palomar, por cima de la cumbre, et por el Fortigal, et por cima de Foyo Ciruelo fasta la Peña de Avanco. Et es el armada sobre Foyo Ciruelo."

- El 11 de junio de 1372,[60]

El concejo de Villafranca y Juan Sánchez de Arévalo, su señor, dan poder a Juan Fernández y a Domingo Juan, para que lleven a cabo el deslinde del término de dicho lugar con Piedrahíta.

"… yo, Juan Sánchez de Arévalo, señor de Villafranca de Corneja, e cómo nos, los honbres del concejo de la dicha Villafranca, como estamos ayuntados en el portal de la yglesia de Santa María del dicho lugar, a canpana repicada…"

- En el último cuarto del siglo XIV Villafranca rentaba a los Dávila unos 25.000 maravedís anuales y en 1504 sus alcabalas y tercias alcanzaban los 106.000 mr.

- En la Crónica del Halconero de Juan II, se narra con todo lujo de detalles el asesinato del señor de Villafranca, Diego Dávila, en el año 1436, cuando nombrado procurador en cortes por Ávila, y al dirigirse a las sesiones convocadas en Madrid, uno de sus parientes, Gonzalo de Acitores, a media legua de Madrid, «encima de la puente Toledana», le preparó una celada de la que no saldría con vida. El capítulo CCVIII titula:

"De cómo fue muerto a mala verdad un cavallero que se llamaua Diego de Ávila."

- La concesión del mercado franco a Villafranca tuvo lugar en 1466, mediante un diploma expedido el 23 de septiembre en Cigales por Alfonso de Castilla, en tiempos de Pedro Dávila I el Viejo, partidario del rey Alfonso de Castilla, hermano de Isabel La Católica, por los especiales servicios prestados. Se celebraría todos los viernes, estando exentos del pago de alcabala todas las personas que fueran a él a comprar, tratar y cambiar sus mercancías.

- Al sínodo de 1481, siendo obispo de Ávila Alonso de Fonseca, asistieron representantes de la Ciudad y Tierra de Ávila, de la Ciudad y Tierra de Arévalo, de la Villa y Tierra de Olmedo; y de las Villas de Madrigal, Piedrahíta, La Horcajada, El Mirón, El Barco, Oropesa, La Adrada, Mombeltrán, Villafranca, Villatoro, Castronuevo, Candeleda y Arenas.

- Las primeras Ordenanzas reglamentarias que se conservan de La Mesta son de 1492. La cuadrilla de Villafranca estaba encuadrada dentro del partido de Segovia.

- La presencia hebraica en Villafranca debió tener alguna importancia hasta la expulsión de los judíos, decretada por los Reyes Católicos el 31 de marzo de 1492. Predomina en este pueblo, altamente laborioso, la actividad artesanal, que se transmite de padres a hijos como secretos del oficio. Ejercían prácticamente el monopolio sobre el comercio de la lana, ya como materia prima o como negocio de paños. En 1488 figura como arrendador de las lanas de Ávila un tal Abraham Abenxuxen, junto con un cristiano viejo llamado Fernando Gómez de Bonilla de la Sierra, que llega a manipular en estos tiempos hasta 12.000 arrobas de lana al año. Todo ello es cuna de la posterior industria de pañería y de las importantes Hermandades de Tejedores y Cardadores.

- En el año 1474, el repartimiento de la tributación correspondiente al servicio y medio servicio de las aljamas de Castilla era de 450.000 maravedís, correspondiendo a la diócesis de Ávila la cantidad de 39.950 mr., es decir casi el 9 % del total, ocupando el 5.º lugar de Castilla, tras la aportación de Toledo; Andalucía con Badajoz y Murcia; Plasencia junto Coria y Cáceres; y Palencia. Los judíos de Villafranca aportaron 400 mr., el 1 % del total, cantidad exigua en comparación con el resto de aljamas de la diócesis.

- La inexistencia de censos poblacionales por aquel entonces impide dar una cifra exacta de su número en la villa y tierra, no obstante, se dispone de cierta información: la tributación de las juderías abulenses por comunidades del Obispado de Ávila durante el periodo 1464-1491, que por comparación con la de la ciudad y tierra de Ávila y conocida la población judía en estas podrían servir para estimar la población judía en cada comunidad. Sin embargo, a pesar de ser un impuesto de tipo personal, por cabeza de pecho, la movilidad generalizada del pueblo judío, buscando los lugares con menores cargas fiscales, impide fijar el número de miembros de estas comunidades en un lugar determinado. Se estima en 56 familias judías (275 almas) las existentes en el año 1479, número que se reduce apreciablemente tan sólo seis años después (1485), siendo 30 las familias y 135 los habitantes.

- En la tabla siguiente se muestra la aportación de Villafranca y Ávila, destacando los altos valores a partir de 1485 para sufragar la guerra de Granada (impuesto de los castellanos de oro).

| Villafranca | 850   | 1.000  | 400    | 1.500 | 1.500 | 14.550  | 3.610  | 3.450  | 3.920  |
| Ávila       | 5.500 | 14.000 | 12.000 | 8.000 | 8.000 | 145.800 | 89.900 | 80.490 | 83.750 |
- Después de estas fechas la población judía disminuye de forma abrupta. La intransigencia religiosa y la presión tributaria a que es sometida, les fuerza a escoger dos caminos: la emigración a otros lugares como Portugal y el norte de África o la conversión al cristianismo, pocas veces real y sentida.

- Una tradición ancestral que se conserva en la villa es la presunción del tiempo del año venidero, basándose en el comportamiento meteorológico de los primeros días de agosto, haciendo coincidir el numeral de cada uno de estos días con el ordinal del mes del año que ha de venir. Es lo que se conoce como cabañuelas, cuyo origen se encuentra en la celebración por el pueblo judío de las fiestas del sukkot.

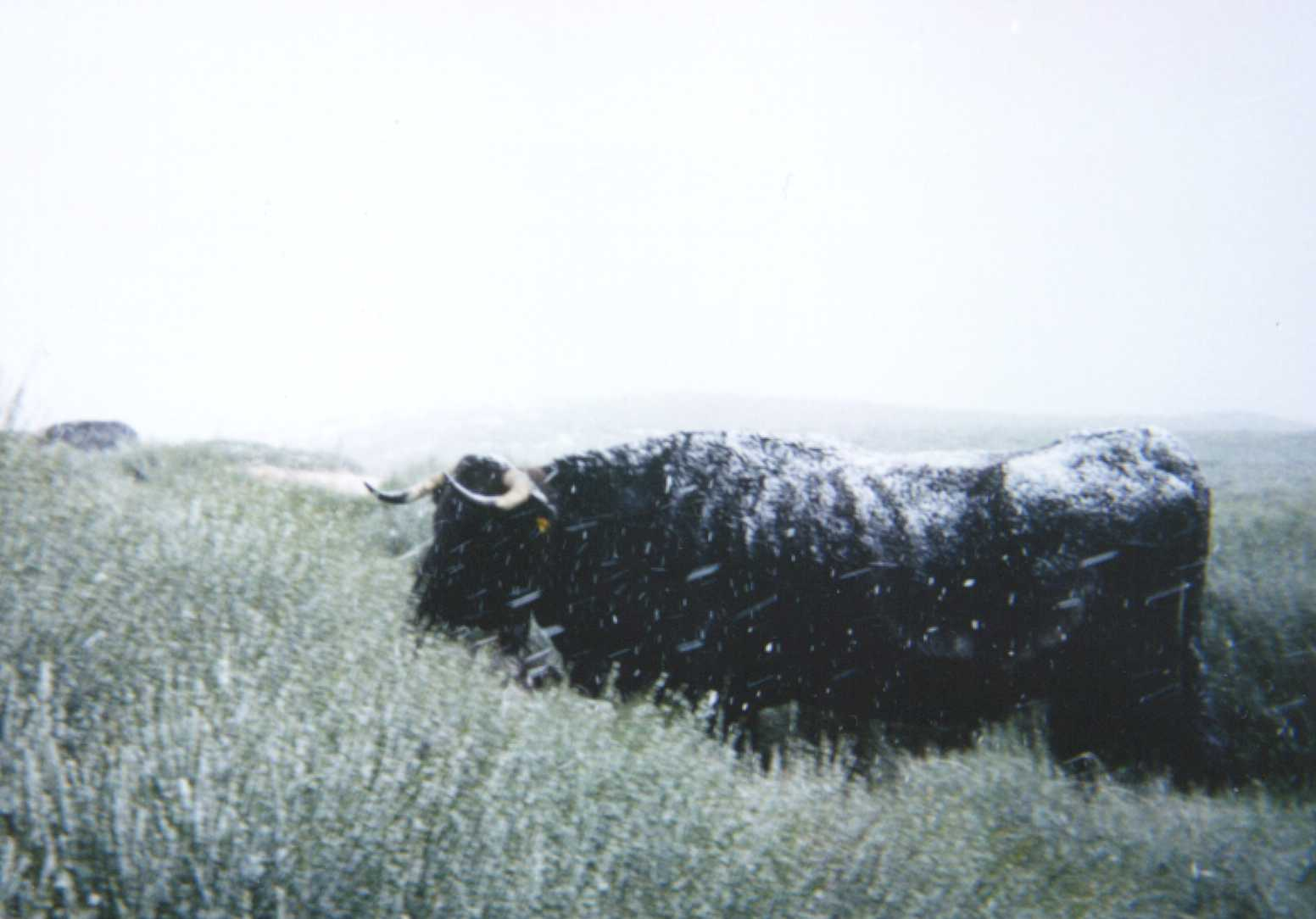
Res de raza vacuna avileña negra-ibérica.

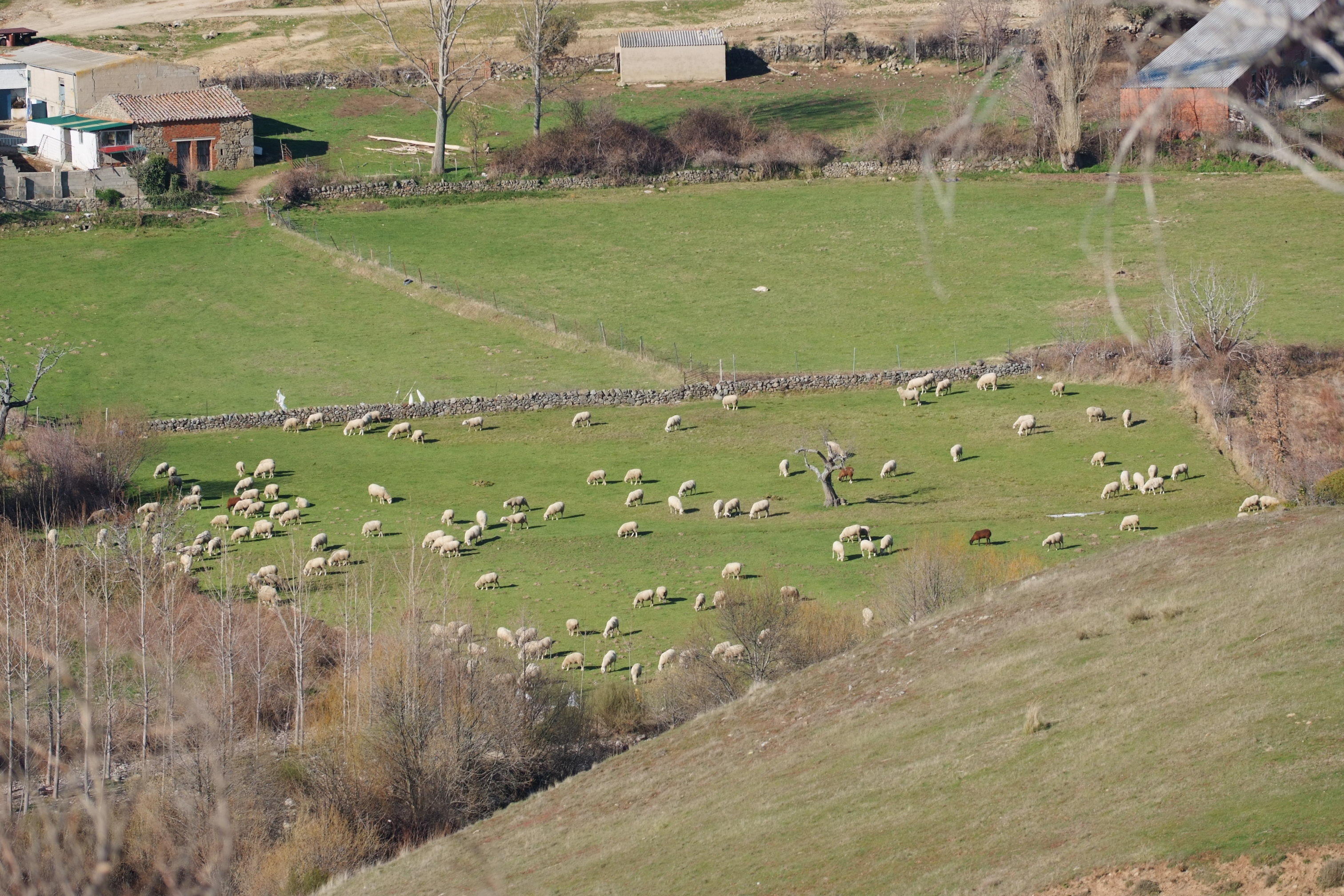
Rebaño de ovejas paciendo en un prado de La Nava

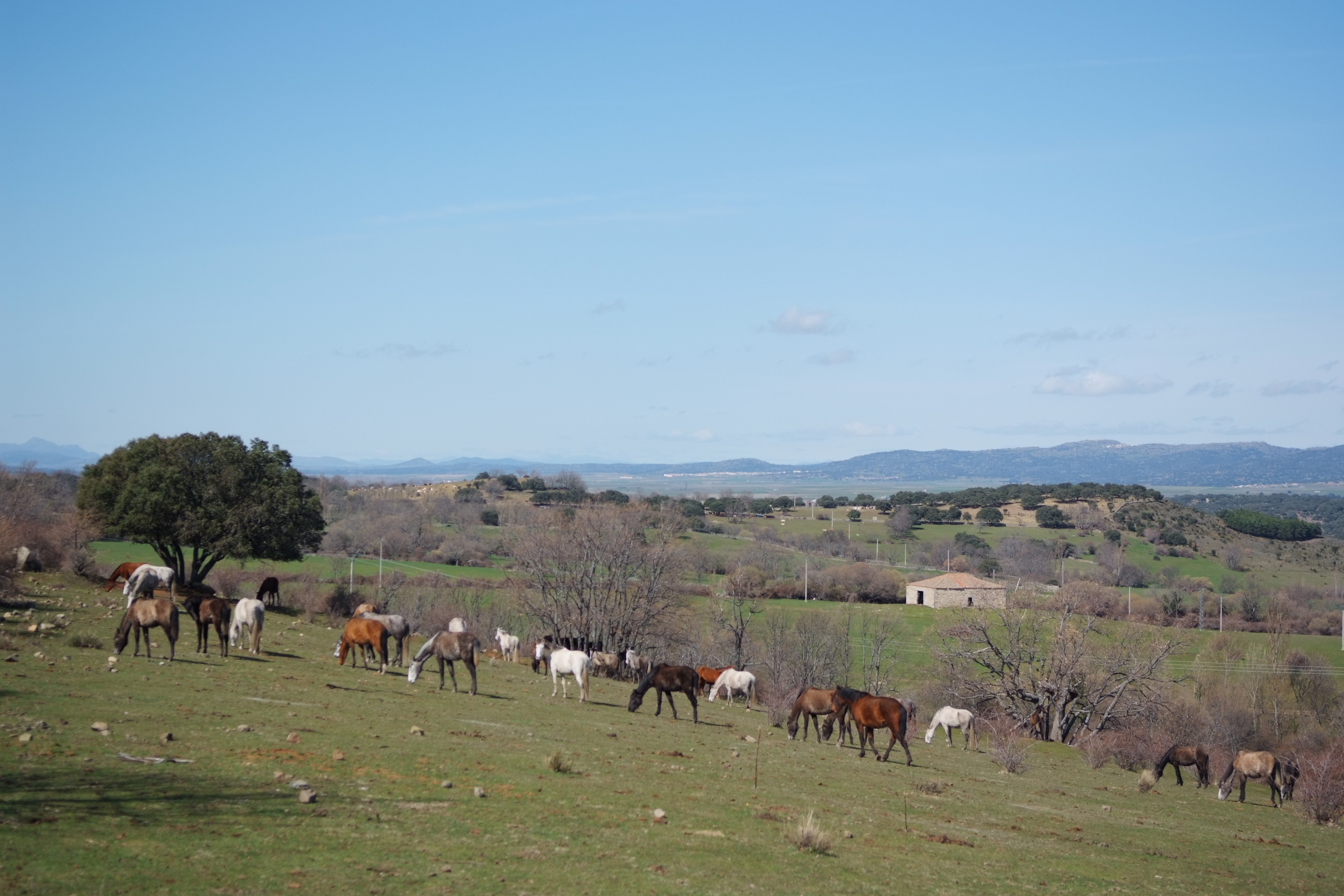
Caballos de pura raza comiendo al oeste del municipio

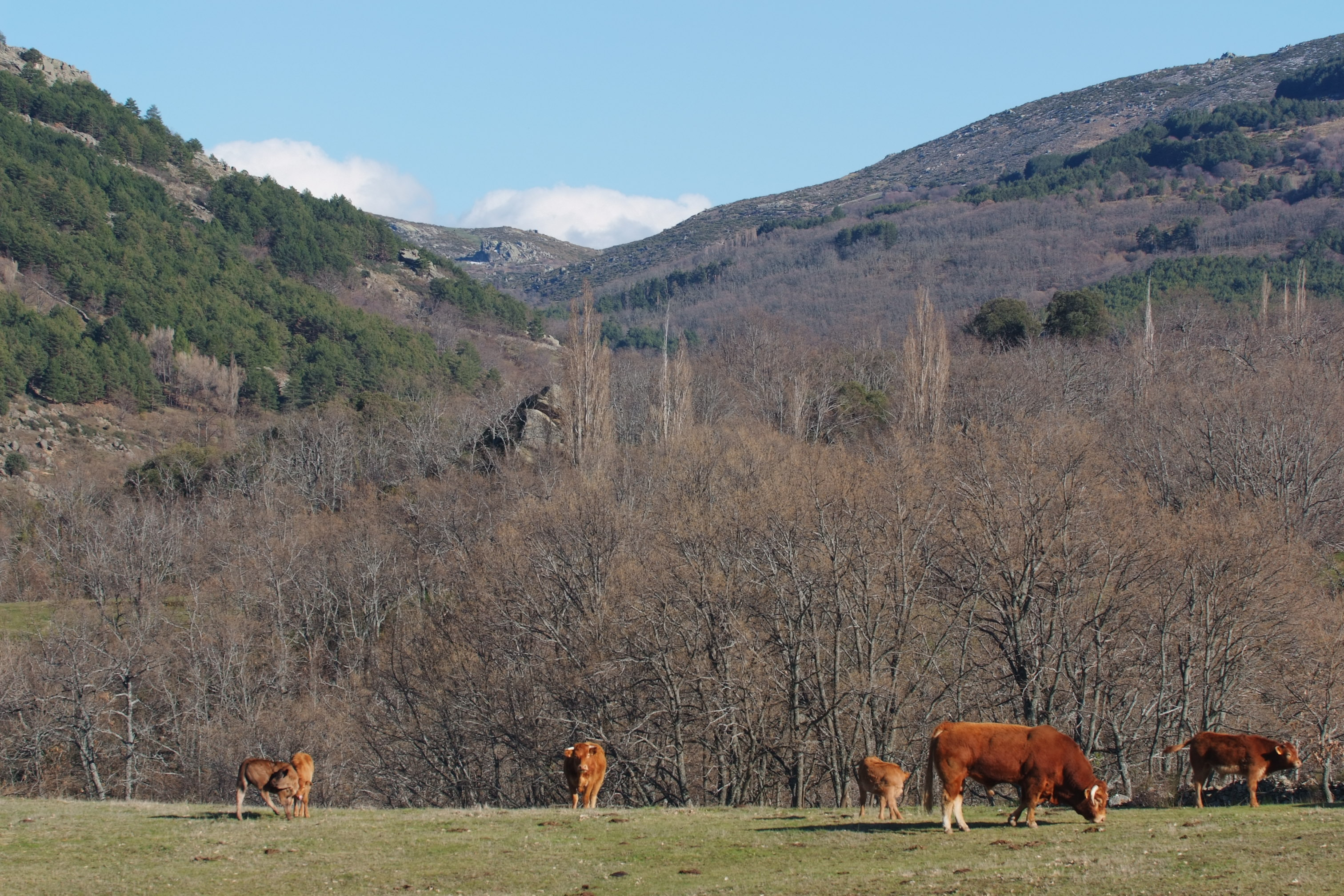
Ganado de raza limousin pastando en la Ribera

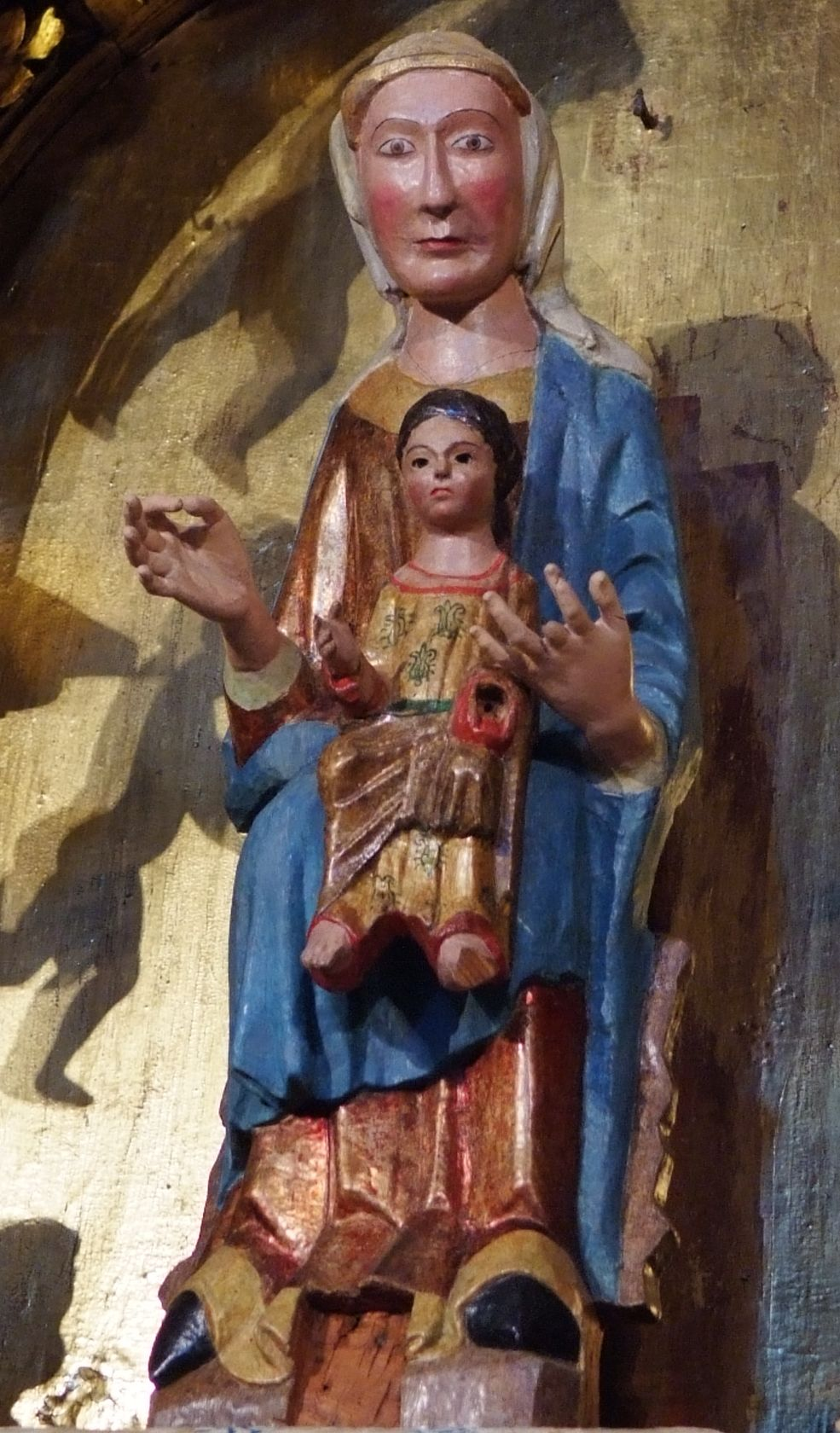
Nuestra Señora de la Capilla. Talla gótica de modelo románico de finales del. Hasta noviembre de 2007 la imagen pudo contemplarse en Ponferrada (Léon), formando parte del capítulo séptimo de la exposición "Yo camino", en una nueva edición de Las Edades del Hombre.

- Villafranca tradicionalmente fue cuna de buenos segadores, especialmente a guadaña. No sólo trabajaban en la comarca, hay constancia de la existencia de una cuadrilla compuesta por cuatro segadores desplazada a Jerez de la Frontera en los albores del siglo XVI. Hoy en día, tras la generalización del uso de la maquinaria agrícola, el oficio prácticamente ha desaparecido.

- En la primera mitad del siglo XVI los Dávila decidieron organizar la vida interna de la villa y mandaron al Cabildo redactar unas ordenanzas, las cuales afortunadamente se han conservado. Las primeras, otorgadas en 1517 -basadas en otras más antiguas- fueron aprobadas por doña Elvira de Estúñiga, madre de Pedro Dávila, primer marqués de las Navas; se conservan en el Archivo de la Comunidad de Regantes de Villafranca. Las segundas, aprobadas por el primer marqués de las Navas, fueron otorgadas en 1547; se conservan en el Archivo Ducal de Medinaceli. Las Ordenanzas son de enorme importancia para la historia de los pueblos del obispado abulense y proporcionan una rica información sobre las actividades económicas y otros muchos aspectos que afectaban a la localidad en el siglo XVI.

- En legajos provenientes del convento de Santo Domingo y San Pablo (Navas del Marqués) figuran distintos censos a su favor procedentes de fincas de Villafranca: huertos, prados, molinos... desde el año 1587.

- El Censo General de Ganaderos y Ganados Trashumantes del Partido de Segovia,[61] para la cuadrilla de Villafranca de la Sierra, durante los años 1780-1781, cifra en 28 ganaderos trashumantes[cita requerida] los existentes, con una cabaña compuesta por 3910 cabezas de ganado lanar, 312 de cabrío, 371 de vacuno y 81 de yeguar.

- Durante el siglo XVIII Villafranca de la Sierra fue una de las villas más prósperas de la provincia de Ávila, sino la que más. Según el censo de Floridablanca en 1787 había 44 establecimientos industriales, la mitad de ellos molinos hidráulicos que proporcionaban harina a buena parte de la comarca; la otra mitad estaban relacionados con la manufactura de la lana (fábricas de paños, tintes y batanes). Esta cifra representaba la octava parte del total de las instalaciones fabriles existentes entonces en la demarcación provincial actual. Con las Navas del Marqués (36 fábricas), el otro estado abulense perteneciente a los Duques de Santisteban, se llegaba al 23 % de la capacidad industrial de la provincia (345 fábricas). Esto no fue una casualidad, al carácter emprendedor de los moradores de la villa se sumó el empeño de los Duques por fomentar la industria y el libre comercio en los territorios de su jurisdicción. La mayoría de las casas que rodean en la actualidad la plaza mayor se construyeron en aquella época.

- En el siglo XVIII la provincia de Ávila, desde el punto de vista legal, contaba con 6 audiencias territoriales, amén de la sita en la ciudad de Ávila, a saber: Cordovilla, Oropesa, Cebreros, Mombeltrán, Villafranca de la Sierra y Villanueva del Campillo.

- Según la división territorial de finales del siglo XVIII la provincia de Ávila comprendía 13 sexmos, 5 partidos judiciales y 7 estados: Ávila, Arévalo, Villatoro, Bonilla, Villafranca de la Sierra, Las Navas del Marqués y Mombeltrán.

- La guerra de la independencia no afectó a Villafranca como a otras localidades cercanas. Afortunadamente la platería de la iglesia y su rica decoración se ha conservado hasta nuestros días; es de suponer por la prudencia de sus habitantes que la pusieron a buen recaudo antes de la llegada del invasor francés. Por los archivos parroquiales se sabe que un soldado francés recibió cristiana sepultura en el camposanto de la localidad. Parte de algún regimiento de la caballería inglesa, comandada por el Duque de Wellington, y de la francesa, por el mariscal Marmont, se abastecieron en la localidad, camino de tierras salmantinas donde se enfrentaron en la batalla de Arapiles, contienda de vital importancia para la liberación española.

- Según consta en la documentación de la época (año 1830) el camino de segunda de Talavera al Barco de Ávila (de herradura de 19 leguas de longitud) pasaba por Villafranca.

- En la quinta de 1844 entraron en suerte 62 jóvenes de la edad de la ley (de 18 a 24 años), contando la villa con 289 vecinos y 1.119 habitantes.

- España sufrió cuatro importantes epidemias de cólera en el siglo XIX que ocasionaron un total de 777.000 muertes (véase pandemias de cólera en España). La segunda invasión fechada entre 1853-1855 causó, según estadísticas oficiales, 236.744 defunciones. Uno de cada 19 españoles se vio afectado por la pandemia (822.189 personas) y uno de cada 65 falleció. En la provincia de Ávila entró por el pueblo de Sotalbo el 1 de mayo de 1855, transportada por un matrimonio procedente de Aranjuez, y terminó por Villafranca. Duró hasta el 25 de diciembre de dicho año. Fueron afectados 34 pueblos, invadidas 2.472 personas y 737 los fallecidos (aproximadamente 1 de cada 225 abulenses).

- El fin del Antiguo Régimen y la llegada del Régimen Liberal supone para la España rural una época oscura, prácticamente un retorno a la Edad Media, en la que la cultura queda prácticamente relegada a las clases pudientes (terratenientes), siendo generalizado el analfabetismo entre las gentes del campo debido a la falta de profesores. La enseñanza en los pueblos y aldeas era impartida exclusivamente por el clero, en muchos casos miembros de órdenes religiosas, disueltas por el Gobierno el 11 de octubre de 1835. Los conventos regulares fueron suprimidos por real decreto el 8 de marzo de 1836. Hasta la firma del Concordato con la Santa Sede, el 16 de marzo de 1851, el clero que, desde la desamortización de los bienes eclesiásticos de Mendizábal en 1836-37, estaba sumido en la indigencia, pobreza y mendicidad, no se recuperará, aunque recaerá nuevamente con la Revolución de 1868, alcanzando su cénit el 19 de octubre de 1868 con la extinción de conventos y casas de religiosas y la prohibición del ejercicio de la actividad misionera, que aun así seguirá realizándose en la clandestinidad. En 1866 la Congregación de la Misión, prácticamente desaparecida en España, realiza en la provincia de Ávila una campaña de misiones,[cita requerida] creando una Escuela Dominical para Villafranca y Bonilla de la Sierra, además de instaurar la cofradía devocional de La Corte de María.

- El Decreto de Gobernación de 29 de septiembre de 1870, aprobando la división de las provincias en distritos para las elecciones provinciales, sitúa a Villafranca de la Sierra como perteneciente al cuarto distrito del partido judicial de Piedrahíta, que se denomina Piedrahíta, con derecho a elección de un diputado. El resto de localidades pertenecientes a este distrito son: Piedrahíta, Navaescurial, San Bartolomé de Corneja, Santiago del Collado, Horcajo de la Ribera, San Miguel de Corneja, Mesegar de Corneja, Malpartida de Corneja y Becedillas.

- El 28 de abril de 1903 se constituye por médicos de distintos pueblos de la comarca la Asociación Médica del Distrito de Piedrahíta. Al frente se encontraba D. Gerardo Sánchez López, titular de Villafranca de la Sierra. La singularidad de esta asociación es que surge para defender los intereses de la profesión, paralela e independientemente del Colegio Oficial de Médicos de Madrid; no obstante fue efímera su duración.

- Una de las filiales más activas de la Asociación General de Ganaderos del Reino (nacida por R.D. de 31 de enero de 1836), tras la liquidación del antiguo Honrado Concejo de la Mesta, fue la Asociación Regional de Ganaderos del Partido de Piedrahíta, creada en el año 1916, cuya fuerza radicaba en la participación de la práctica totalidad de los ganaderos del partido y cuyo objetivo fundamental era la defensa de los intereses del sector ante las amenazas que se vislumbraban. En agosto de 1918 nació la Junta Provincial de Ganaderos de Ávila, uno de cuyos presidentes más activos fue Francisco Ramírez, ganadero de Villafranca. Surgió como respuesta a la política intervencionista llevada a cabo por el Gobierno de la nación, a instancias de los manejos de los industriales catalanes, mediante la creación de un comité especial de importación de lanas extranjeras —más baratas que las nacionales—, respaldados por el comisario de Abastecimientos Ventosa, que colmataban los telares con lana americana e impedían dar salida a la lana castellana, acuciada por el encarecimiento de la alimentación del ganado y la inactividad, consecuencia de la Gran Guerra que padeció Europa por aquel entonces.

- La tradición oral en Villafranca es muy notoria. Buena muestra de ello es la inclusión de tres cuentos recopilados en la villa: La Picotora; La Mujer golosa; y El nombre del diablo, en la obra Cuentos populares españoles, publicada en dos tomos los años 1923 y 1924 por la Universidad de Stanford.

- El servicio del partido veterinario de Villafranca de la Sierra, con sede en la villa, en el año 1935 se ocupaba mancomunadamente del cuidado del ganado sito en su término municipal, así como del existente en los términos de Navacepedilla de Corneja, Casas del Puerto y Navaescurial, que es su conjunto por aquel entonces estaban poblados por 2.654 almas.